# Metropolitano de Lisboa
O Metropolitano de Lisboa, E. P. E. (ML) MHIH é o sistema de metropolitano da cidade de Lisboa. Foi criado por escritura pública de 26 de janeiro de 1948 e inaugurado em 29 de dezembro de 1959, tornando-se assim na primeira rede de metropolitano de Portugal. É constituído por quatro linhas com 56 estações, seis das quais duplas, numa extensão total de 44,5 km.

## História

### A Ideia
Desde 1888 que se pensava em construir um sistema de caminhos de ferro subterrâneo na cidade de Lisboa, à semelhança das que já existiam em Londres, Budapeste e Glasgow, e da que estava a ser construída em Paris. A ideia foi apresentada pelo engenheiro militar Henrique de Lima e Cunha, que havia publicado na revista Obras Públicas e Minas o projeto de uma rede com várias linhas que poderia servir a capital portuguesa. Mais tarde, já na década de 1920, Lanoel d’Aussenac e Abel Coelho em 1923, e José Manteca Roger e Juan Luque Argenti em 1924, apresentaram os seus projetos para um sistema de metropolitano em Lisboa, mas ambos foram rejeitados.
Após a Segunda Guerra Mundial, na qual o país se manteve neutro, a retoma da economia nacional e a ajuda financeira do Plano Marshall deram um forte impulso para o início da construção do metro. Foi constituída uma sociedade a 26 de janeiro de 1948, que tinha como objetivo o estudo da viabilidade técnica e económica de um sistema de transporte público subterrâneo na capital.

### Década de 1950

Mapa da rede do Metropolitano de Lisboa em dezembro de 1959.

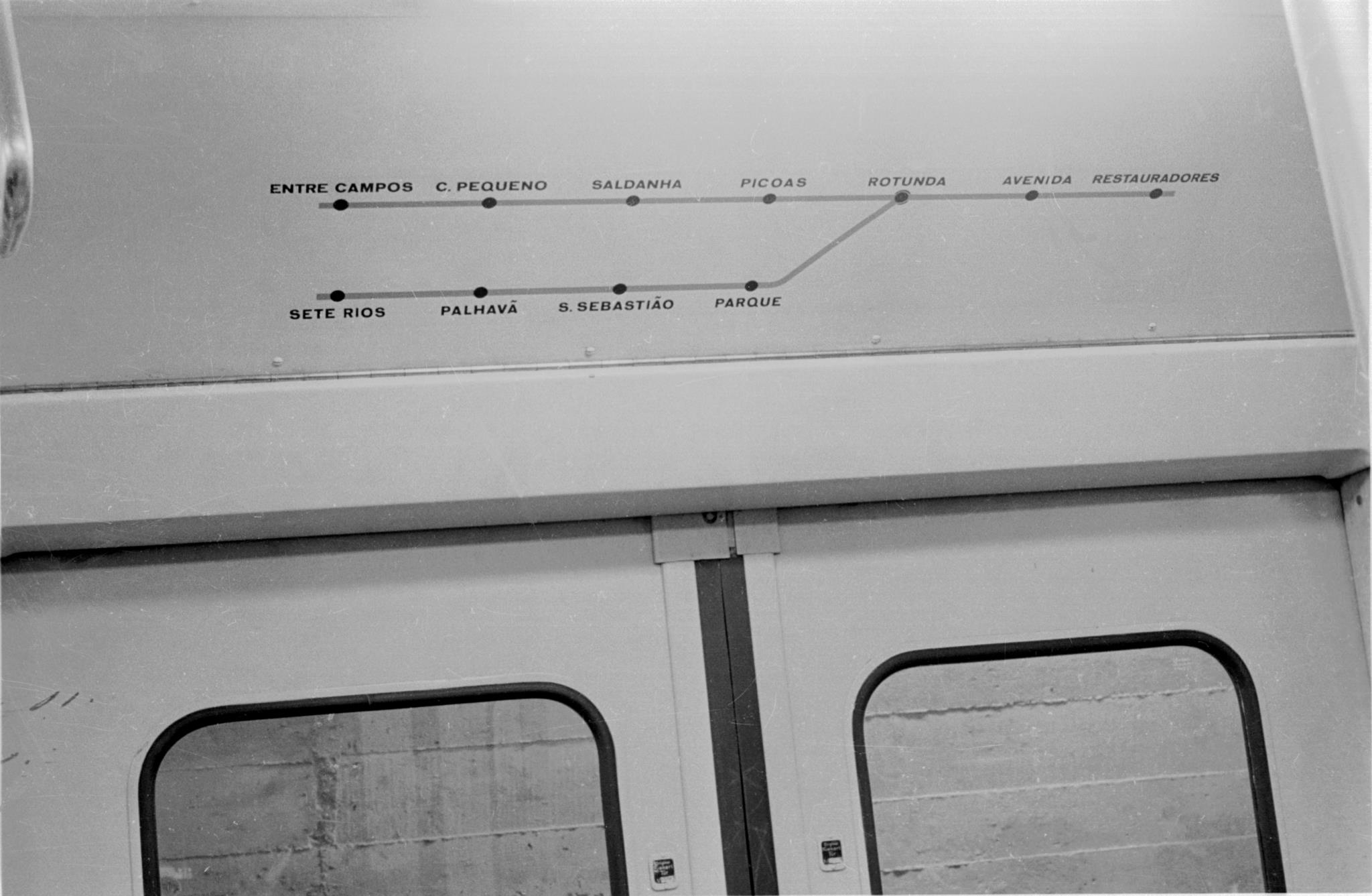
Diagrama da rede a bordo das carruagens, afixado sobre cada porta.

Em agosto de 1955 iniciou-se a construção dos troços Sete Rios — Rotunda (2,8 km) e Entre Campos — Rotunda (2,7 km). Ambos se intersectavam na Rotunda, onde seria criado o famoso Y da Rotunda, de onde partia um tronco comum, Rotunda — Restauradores (1,1 km). Em 29 de dezembro de 1959, após mais de quatro anos de trabalhos, foi aberto ao público o Metropolitano de Lisboa. Todas as estações, à exceção do nó da Avenida, assinada por Rogério Ribeiro, tinham intervenções plásticas de Maria Keil.[carece de fontes?]
Das 11 estações inauguradas, apenas Sete Rios, Entre Campos, e Rotunda detinham um cais com 70 m de comprimento, o que permitia acolher quatro carruagens. Todos os outros nós (Palhavã, São Sebastião e Parque no primeiro troço, Campo Pequeno, Saldanha e Picoas no segundo e Avenida e Restauradores no tronco comum) possuíam apenas cais com 35 m de comprimento, o suficiente para receber comboios de duas carruagens. O Parque de Material e Oficinas (PMO) situava-se em Sete Rios e era acedido através da estação da Palhavã. Os comboios que circulavam na rede tinham apenas duas carruagens. Nesta época, o Metropolitano de Lisboa tinha ao seu dispor 24 unidades da série ML7, construídas pela Sorefame, com a configuração motora-motora, e numeradas de A-1 a A-24.[carece de fontes?]
Para uma melhor informação aos passageiros sobre o novo meio de transporte, foi produzida pela Tóbis, em 1959, por encomenda do Metropolitano de Lisboa, uma curta-metragem de divulgação, emitida não só na televisão como também nos cinemas da capital, na secção de "atualidades" (antes do filme principal).

### Década de 1960

Mapa da rede do Metropolitano de Lisboa em janeiro de 1963.

Mapa da rede do Metropolitano de Lisboa em setembro de 1966.

Em maio de 1960 arrancaram as obras de prolongamento até à estação do Rossio, inaugurada em 27 de janeiro de 1963. A extensão inaugurada acrescentava 500 m à rede do Metropolitano de Lisboa. O novo nó já tinha um cais com 70 m de comprimento.
Três anos mais tarde, em 28 de setembro de 1966, foi aberta ao público uma nova extensão, desta vez entre o Rossio e os Anjos. A rede era aumentada em 1,5 km com a entrada em funcionamento de três novos nós: Martim Moniz, Intendente e Anjos. Todas estas estações detinham um cais com 35 m de comprimento.

### Década de 1970

Mapa da rede do Metropolitano de Lisboa em junho de 1972.

Em 18 de junho de 1972 foi inaugurado o troço Anjos — Alvalade, que possuía cinco novas estações: Arroios, Alameda, Areeiro, Roma e Alvalade, todas dotadas de cais com 70 m de comprimento. Com este troço, a rede cresceu mais 3,4 km e possuía agora 20 nós, dos quais 19 tinham intervenções plásticas de Maria Keil.
Ao longo da década de 1970 começaram a ser ampliados os nós do Metropolitano de Lisboa. Em 1973 o cais da estação Entre Campos foi ampliado para 105 m. Simultaneamente, foram instituídos os "comboios rápidos", que faziam o percurso Jardim Zoológico — Marquês de Pombal e Entre Campos — Marquês de Pombal sem parar nas estações intermédias. Todavia, a contestação fez o Metropolitano de Lisboa abolir esta medida rapidamente.
Mais tarde, quando em 1 de setembro de 1975 as estações São Sebastião, Saldanha, Restauradores e Intendente viram o seu cais ampliado para 70 m de comprimento, o Metropolitano de Lisboa colocou em exploração, alternadamente, comboios de duas e quatro carruagens. Para evitar que os passageiros pudessem ficar retidos dentro do túnel nas carruagens que não podiam entrar nas estações ainda não ampliadas, por falta de espaço do cais, foram utilizadas "zebras". Os locais marcados só serviam as estações maiores.
Também em 1975, ano em que Metropolitano de Lisboa obteve a sua nacionalização, ficou completa a entrega das 84 carruagens ML7 encomendadas logo na década de 1950. Entre 1963 e 1975 foram colocadas ao serviço mais 60 carruagens, numeradas de A–25 a A–84. No ano seguinte, um incêndio ocorrido num comboio de quatro carruagens na estação Arroios, fez cair a disponibilidade do parque de material circulante do Metropolitano de Lisboa para 80 carruagens. É de ressalvar que não se registou nenhum ferimento nem nenhuma perda humana neste incidente.
Mais tarde, em 1977 ficaram concluídos os trabalhos de alargamento para 105 m do cais dos nós São Sebastião, Saldanha, Restauradores e Intendente. Enquanto as estações Avenida e Anjos passaram a deter um cais com 70 m de comprimento também nesse ano, o mesmo veio a suceder com os nós Praça de Espanha e Picoas em 1978, ano da passagem do Metropolitano de Lisboa a empresa pública, e com o do Campo Pequeno, em 1979. Em 1980 a Praça de Espanha passava a poder receber comboios de seis carruagens.

### Década de 1980

Mapa da rede do Metropolitano de Lisboa em outubro de 1988.

Ao longo da década de 1980 foram arrancando novos prolongamentos, a começar pelo de Alvalade às Calvanas, em 1980. Mais tarde, foi também iniciada a frente de obra de Jardim Zoológico ao Colégio Militar / Luz, em 1982, e depois a das Calvanas ao Campo Grande, em 1983. Também no ano seguinte viria a arrancar a construção do empreendimento de Entre Campos ao Campo Grande, estação designada por Cruz Norte, numa época em que já se havia abandonado o projeto de edificar um nó nas Calvanas. O PMO II começava também a ser construído perto do Campo Grande.
Em 1982 concluíram-se as obras de ampliação de todos os nós da rede. Assim sendo, os cais dos nós Campo Pequeno, Picoas, Avenida, e Anjos foram alargados para 105 m depois de já terem sofrido uma intervenção alguns anos mais cedo. Por seu turno, as estações Parque e Martim Moniz viram o seu cais alargado dos 35 para os 105 m, de uma só vez. Desta forma, a exploração com comboios de duas carruagens cessou definitivamente a partir de 30 de novembro de 1982, razão pela qual agora circulavam somente comboios de quatro carruagens. Apesar de todas as estações poderem já receber comboios de quatro carruagens, os nós Jardim Zoológico, Marquês de Pombal, Rossio, Arroios, Alameda, Areeiro, Roma e Alvalade ainda não tinham um cais com 105 m de comprimento, razão pela qual seriam alvo de futuras intervenções.
Em 1984 entraram em circulação 12 novas carruagens, agora da série ML79. A ventilação forçada foi introduzida e o indicador de destino melhorado.
Nesse mesmo ano verificaram-se alguns incidentes nos troços Jardim Zoológico — Colégio Militar / Luz e Alvalade — Campo Grande, o que levou ao adiamento das datas de conclusão. Enquanto no primeiro caso a caracterização geológica do local foi deficiente, tanto que na estação das Laranjeiras acabou por se registar uma inundação, no segundo, o conflito gerou-se entre o Sporting e o Metropolitano de Lisboa, uma vez que a empresa de transporte acabou por construir a estação em terrenos do clube desportivo.
Desta forma, só em 14 de outubro de 1988 teve lugar a inauguração do prolongamento que ligaria Jardim Zoológico ao Colégio Militar / Luz, com três novas estações: Laranjeiras, com intervenções artísticas de Sá Nogueira, Alto dos Moinhos, assinada por Júlio Pomar, e Colégio Militar / Luz, na qual interveio Manuel Cargaleiro. Também nesse mesmo dia abriu ao público a estação da Cidade Universitária, com intervenções artísticas da autoria de Vieira da Silva, e inserida no prolongamento que ligaria Entre Campos ao Campo Grande. Estas novas quatro estações foram as primeiras a ser construídas de raiz com um cais com 105 m de extensão, tal como todos os futuros nós, e obedeciam também a uma filosofia que levava as intervenções plásticas até ao seu cais. A rede aumentava 3,8 km.
No ano seguinte ficava concluída a entrega das ML79. No total, dessa série, o Metropolitano de Lisboa recebeu mais 56 carruagens, que eram agora numeradas de M-101 a M-156.

### Década de 1990

Mapa da rede do Metropolitano de Lisboa em abril de 1993.

Mapa da rede do Metropolitano de Lisboa em julho de 1995.

Mapa da rede do Metropolitano de Lisboa em dezembro de 1997.

Mapa da rede do Metropolitano de Lisboa em novembro de 1998.

Em 1990 foi apresentado o Plano de Expansão da Rede (PER I), que previa os prolongamentos Rossio — Cais do Sodré e Restauradores — Baixa-Chiado. Era também contemplada a desconexão do Y da Rotunda e a extensão ao Rato, bem como o alargamento à Pontinha e a construção do PMO III nesse local.
No ano de 1991, foram apresentados os protótipos da série ML90, numerados de M-201 a M-206. Eram então construídas as duas primeiras unidades triplas do Metropolitano de Lisboa, com a configuração motora-reboque-motora, tal como todas as seguintes, o que acrescentava em seis o futuro número de carruagens disponível. Note-se que apenas estas motoras possuem uma porta frontal à cabine de condução.
Em 3 de abril de 1993 abriu ao público a estação Campo Grande, na qual interveio plasticamente Eduardo Nery, juntamente com os troços Alvalade — Campo Grande e Cidade Universitária — Campo Grande. Com este prolongamento a rede do metropolitano cresceu 3,1 km. Nesse mesmo mês, entraram em exploração as duas unidades triplas ML90. Estas novas composições foram construídas pela Sorefame/Bombardier e já podem circular com ou sem o reboque.
Também em 1993 foi apresentado o PER II, destinado a servir a futura Expo’98. Previa-se que, até 1999, o Metropolitano de Lisboa deveria circular nas linhas:
- Linha Azul: Pontinha — Terreiro do Paço;
- Linha Amarela: Lumiar — Rato;
- Linha Verde: Telheiras — Cais do Sodré;
- Linha Vermelha: Moscavide — Alameda e Campolide — Estrela com ligação provisória à estação Rato.

O ano seguinte marcou a inauguração do PMO II, após mais de uma década de terraplanagens e construção. No dia 15 de julho de 1995, o sonho da desconexão do Y da Rotunda tornou-se realidade. Assim, o Metropolitano de Lisboa passava a explorar duas linhas autónomas: a Linha Azul, entre o Colégio Militar / Luz e o Campo Grande, via Rossio, e a Linha Amarela, entre o Campo Grande e a Marquês de Pombal. Nesta intervenção, a antiga estação Marquês de Pombal, agora designada Rotunda I, foi alargada para 105 m.
Alguns dias mais tarde, abriu também ao público a renovada estação de Jardim Zoológico, agora com um cais já de 105 m. Em 1996 ficou concluída a entrega das ML90, com a receção de mais 17 unidades triplas, ou 51 carruagens, numeradas de M-207 a M-257, com cores e materiais ligeiramente diferentes dos utilizados nos protótipos. Também nesse ano, mais concretamente a 23 de julho, o Metropolitano de Lisboa foi feito Membro-Honorário da Ordem do Infante Dom Henrique.
Em 18 de outubro de 1997 foi inaugurado o troço Colégio Militar / Luz — Pontinha, que adicionou à rede 1,6 m de extensão e duas novas estações: Carnide e Pontinha. Em 29 de dezembro do mesmo ano foi inaugurada a estação Rato. Entretanto, em 1997 foi recebido um novo lote de material circulante, agora denominado ML95, que acrescentou mais 19 unidades triplas, ou 57 carruagens, ao parque do Metropolitano de Lisboa. Embora exteriormente estas novas carruagens tivessem um aspeto muito semelhante às ML90, no interior foram introduzidas algumas diferenças técnicas, como uma motorização diferente e um controlo elétrico de abertura e fecho das portas, ao invés do pneumático.
1998 marcou a conclusão de muitos dos projetos do Metropolitano de Lisboa. Logo em Março as designações de quatro estações foram alteradas:
- Sete Rios → Jardim Zoológico
- Palhavã → Praça de Espanha
- Rotunda I e II → Marquês de Pombal I e II
- Socorro → Martim Moniz

Em 18 de abril de 1998 foi inaugurado o troço Rossio — Cais do Sodré. Com este prolongamento, que trouxe também a ampliação do cais da estação Rossio para 105 m, a rede cresceu 1,4 km. Sete dias mais tarde, foi aberta ao público a estação Baixa-Chiado I.
A Linha Vermelha foi inaugurada em 19 de maio de 1998, três dias antes da abertura da Expo’98. O troço detinha uma extensão de 5 km e incluía sete novas estações: Alameda II, Olaias, Bela Vista, Chelas, Olivais e Cabo Ruivo e Oriente. Juntamente com a inauguração do nó da Alameda II, a estação Alameda I viu também o seu cais ser alargado para 105 m de comprimento. Em junho de 1998, nesta linha, que contava com um mecanismo automático de condução, circularam pela primeira vez composições de seis carruagens. Todavia, com o final da Expo’98, a Linha Vermelha passou a ser explorada com comboios de três carruagens. De forma a disponibilizar uma oferta que assegurasse o transporte de milhares de turistas à Expo’98 foram nessa época entregues mais 19 unidades triplas, ou 57 carruagens, da série ML95. A nova série era numerada de M-301 a M-414. Com a abertura das estações Cabo Ruivo, em 18 de julho, Baixa-Chiado II, em 8 de agosto, e Olivais, em 7 de novembro, a rede comportava agora 40 estações.
Em 1999 foi inaugurado o PMO III, na Pontinha. Nesse ano entraram em circulação mais 54 carruagens de um novo lote de material circulante, denominado ML97 e composto por 18 unidades triplas articuladas. Esta nova série possibilitava a livre circulação entre carruagens, o que permitia um ligeiro incremento da capacidade de transporte de uma unidade tripla. Segundo o Metropolitano de Lisboa, nestas unidades triplas, o reboque pode ser removido, ainda que tal nunca tenha sido presenciado em circulação. O parque de material ficava, no virar do milénio, com 361 carruagens, 80 ML7, 54 ML79, 57 ML90, 114 ML95 e 54 ML97, o maior número atingido até hoje.

### Década de 2000
Em 2000 iniciou-se a exploração com composições de seis carruagens na Linha Azul e na Linha Amarela, o que originou o afastamento das ML7, dado que só comportavam quatro carruagens atreladas. Depois de 40 anos ao serviço, as duas primeiras carruagens desta série viriam a ser preservadas e restauradas. A quebra de oferta que se seguiu foi complementada com a entrada em circulação de um novo lote, denominado ML99, composto por 20 unidades triplas, ou seja, por 60 carruagens, numeradas de M-601 a M-660. Face à série anterior, os novos comboios possuem baterias que asseguram a iluminação e ventilação no caso de a corrente falhar e uma melhor insonorização. Entretanto, uma vez que em 2001 se começaram a verificar avarias constantes nas ML79, foi encomendado um segundo lote das ML99, constituído agora por 18 unidades triplas, ou por 54 carruagens, tendo em vista o afastamento das ML79. Assim sendo, em 2002, com a receção do segundo lote das ML99, numerado de M-661 a M-714, e com a saída de circulação de todas as ML79, o número de carruagens do Metropolitano de Lisboa ficou estabilizado nas 339: 57 ML90, 114 ML95, 54 ML97 e 114 ML99. Todavia, uma vez que, ainda nesse ano, uma ML99 galgou uma proteção no PMO II, a sua inutilização fez na verdade cair a disponibilidade do parque de material circulante para 338 carruagens.
A extensão Campo Grande — Telheiras foi inaugurada em 2 de novembro de 2002. A entrada em funcionamento da estação Telheiras ampliou a rede em 600 m.
Em 27 de março de 2004 foi inaugurado o troço Campo Grande — Odivelas, o que permitiu ao Metropolitano de Lisboa ultrapassar, pela primeira vez, as fronteiras de Lisboa. No total, a rede foi aumentada em 5 km e acrescentaram-se-lhe cinco novas estações: Quinta das Conchas, Lumiar, Ameixoeira, Senhor Roubado e Odivelas.
Quase dois meses mais tarde, em 15 de maio de 2004, foi inaugurado um novo troço, desta vez compreendido entre a Pontinha e a Amadora Este, com duas novas estações: Alfornelos e Amadora Este. A rede do Metropolitano de Lisboa cresceu mais 2,1 km e ficou com, aproximadamente, 38,5 km de extensão e 48 estações, quatro das quais duplas.
Enquanto em finais de 2004 passou a ser disponibilizado o tempo de espera para o próximo comboio na Linha Vermelha, em junho de 2006 o Metropolitano de Lisboa instalou rede telefónica celular em todas as estações. É justo salientar-se que foi um dos metropolitanos pioneiros no mundo nessa matéria. Esse ano ficou ainda marcado pelo alargamento do cais das estações Roma e Alvalade para 105 m de comprimento.
Em 19 de dezembro de 2007 foram acrescentados 2,2 km à Linha Azul. O empreendimento Baixa-Chiado — Santa Apolónia permitiu a criação de mais duas estações: Terreiro do Paço e Santa Apolónia.

Mais tarde, em 29 de agosto de 2009 foi inaugurado o troço Alameda — São Sebastião, com duas novas estações: Saldanha II e São Sebastião II. Desta forma, a rede do Metropolitano de Lisboa aumentou 2,2 km e a Linha Vermelha passou a cruzar todas as restantes linhas. Por essa ocasião, passaram a circular nessa linha definitivamente comboios de seis carruagens e foi também desativado o sistema de condução automático.

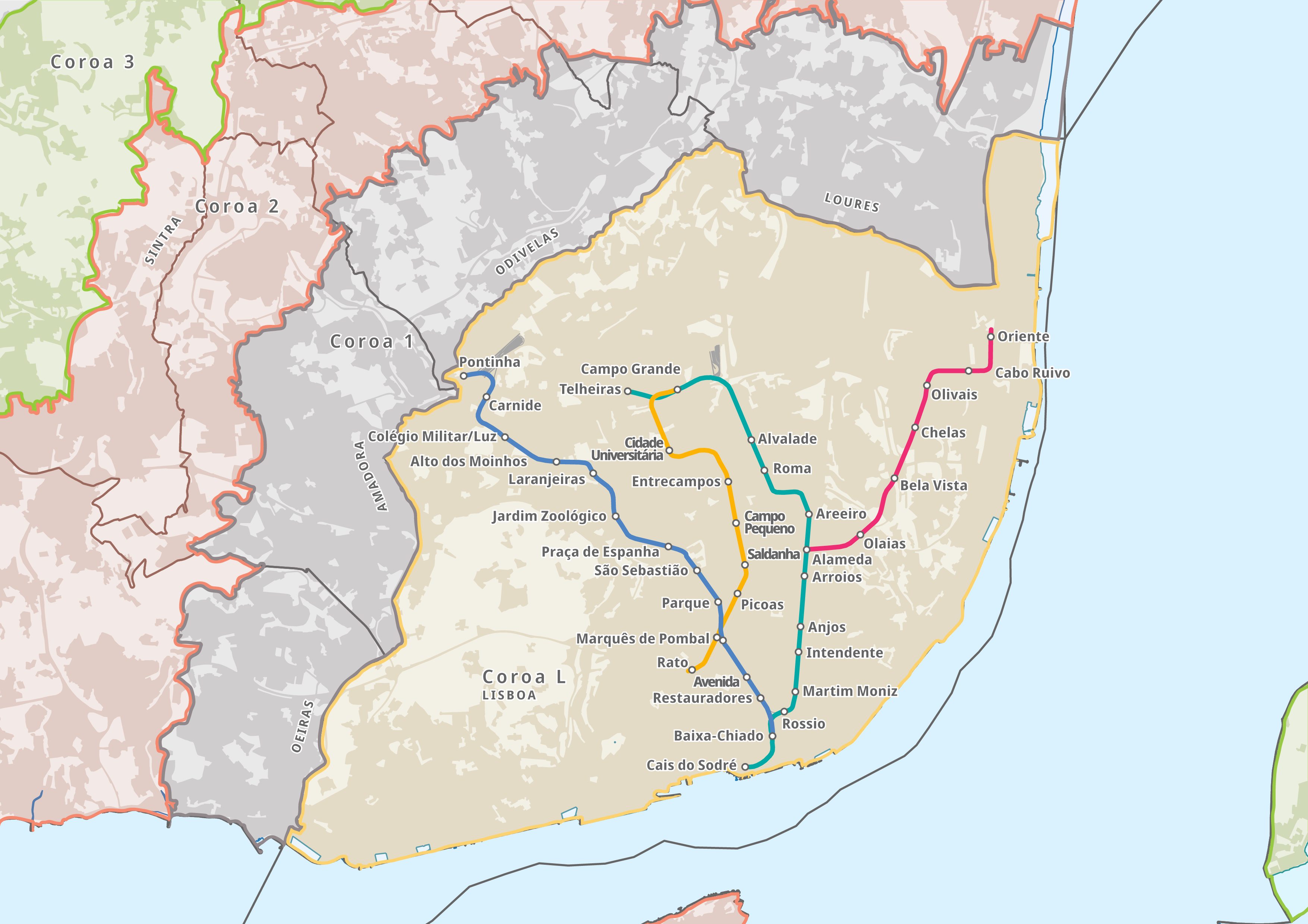
Mapa da rede do Metropolitano de Lisboa em novembro de 2002.
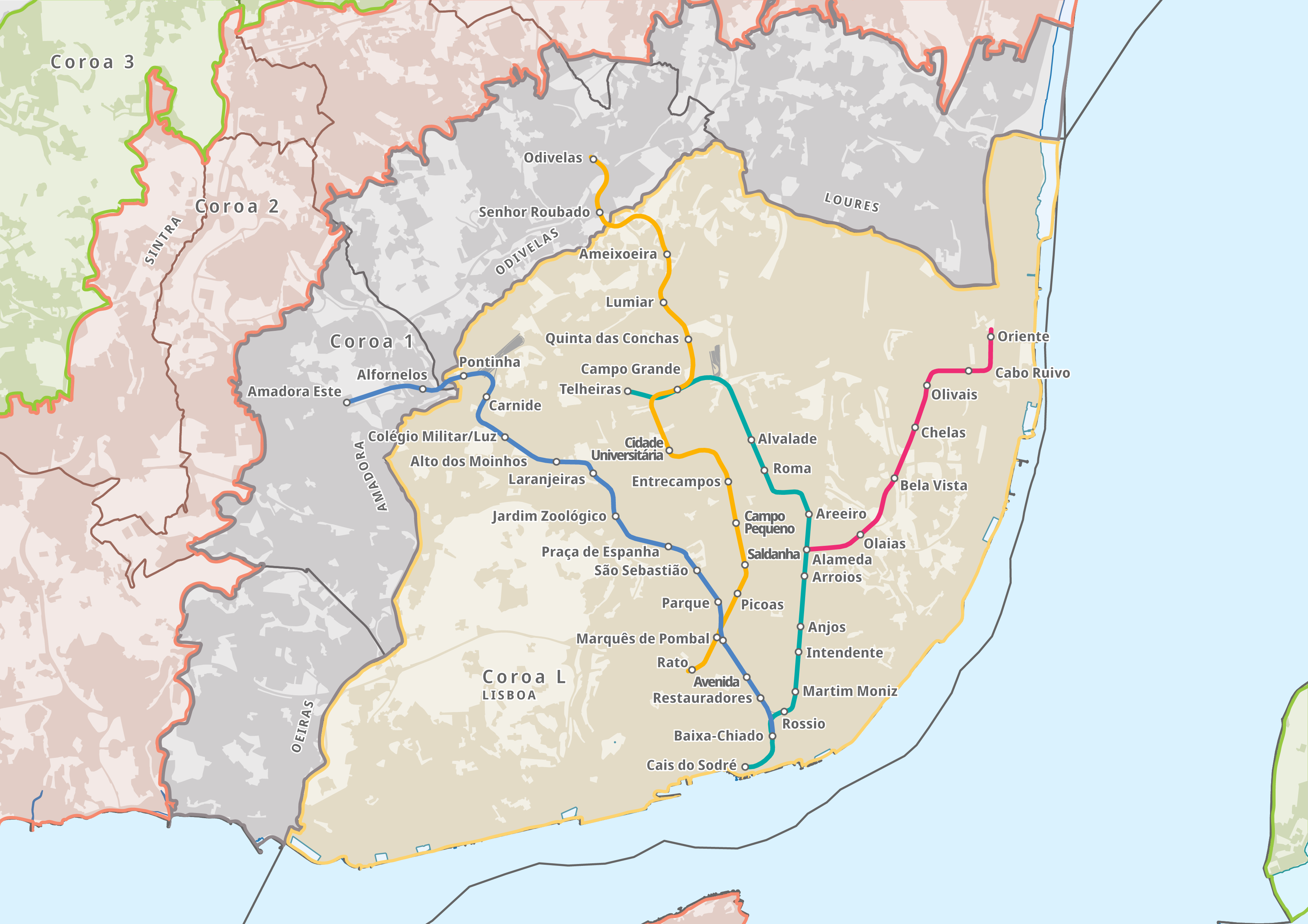
Mapa da rede do Metropolitano de Lisboa em maio de 2004.
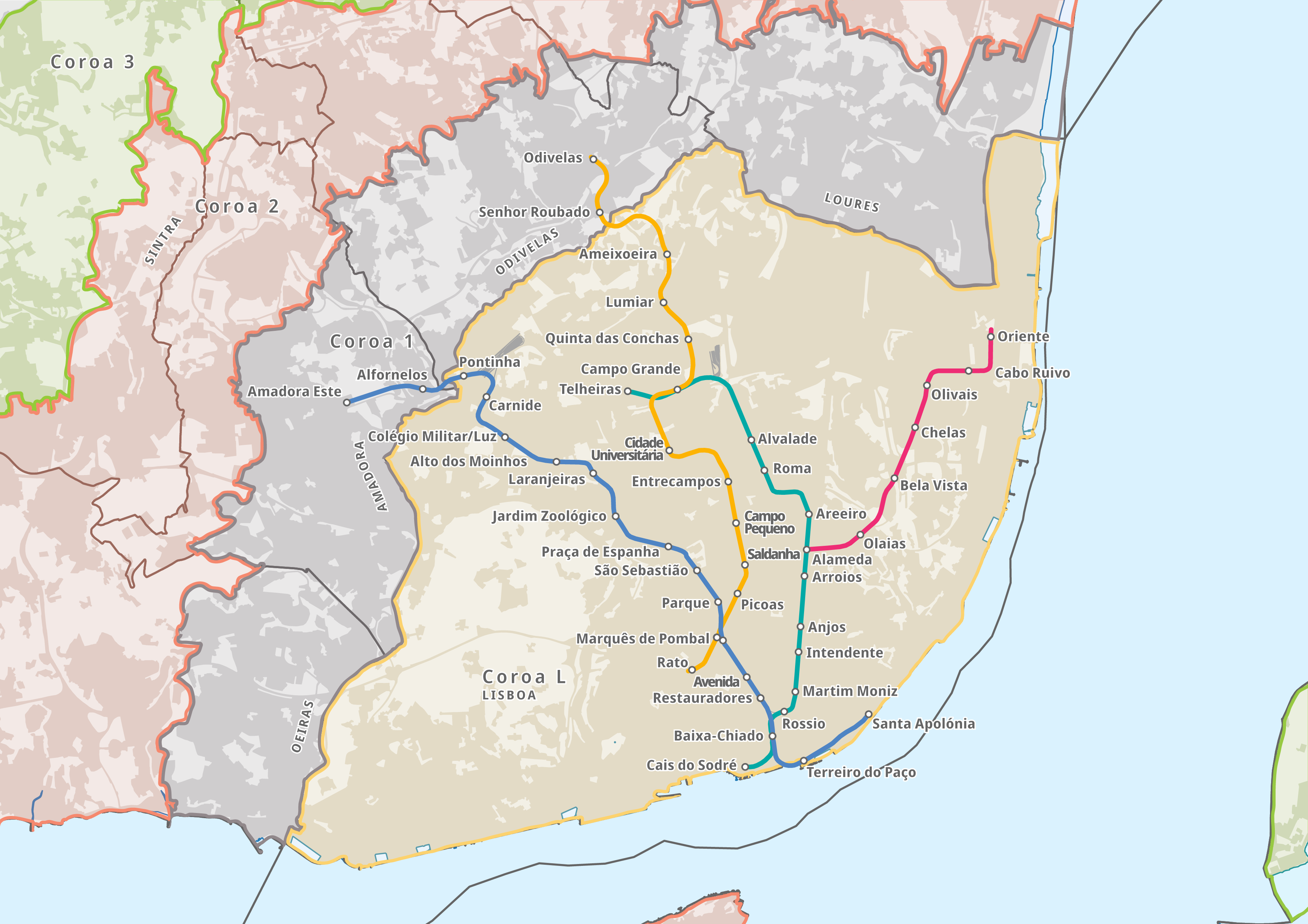
Mapa da rede do Metropolitano de Lisboa em dezembro de 2007.
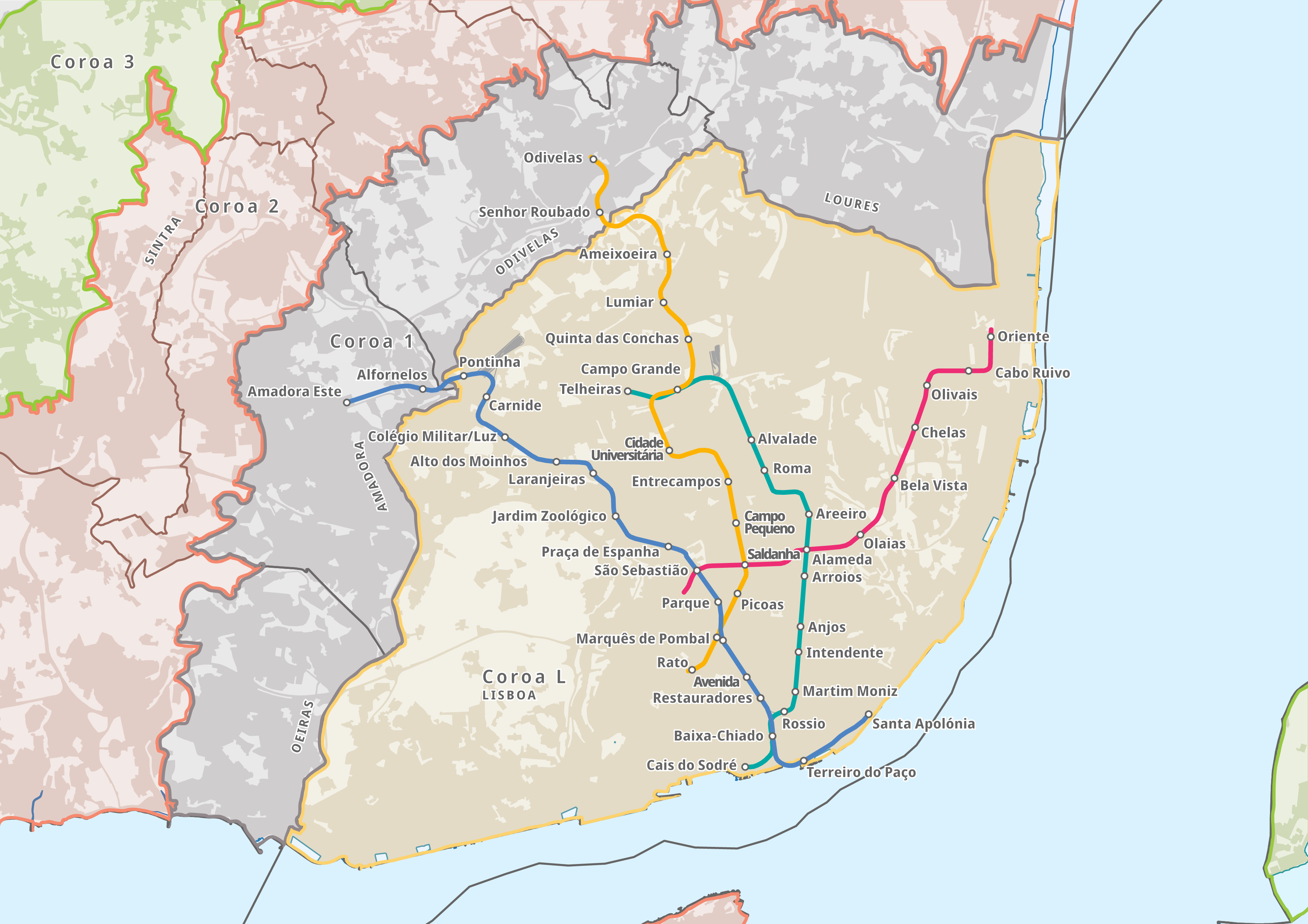
Mapa da rede do Metropolitano de Lisboa em agosto de 2009.

### Década de 2010

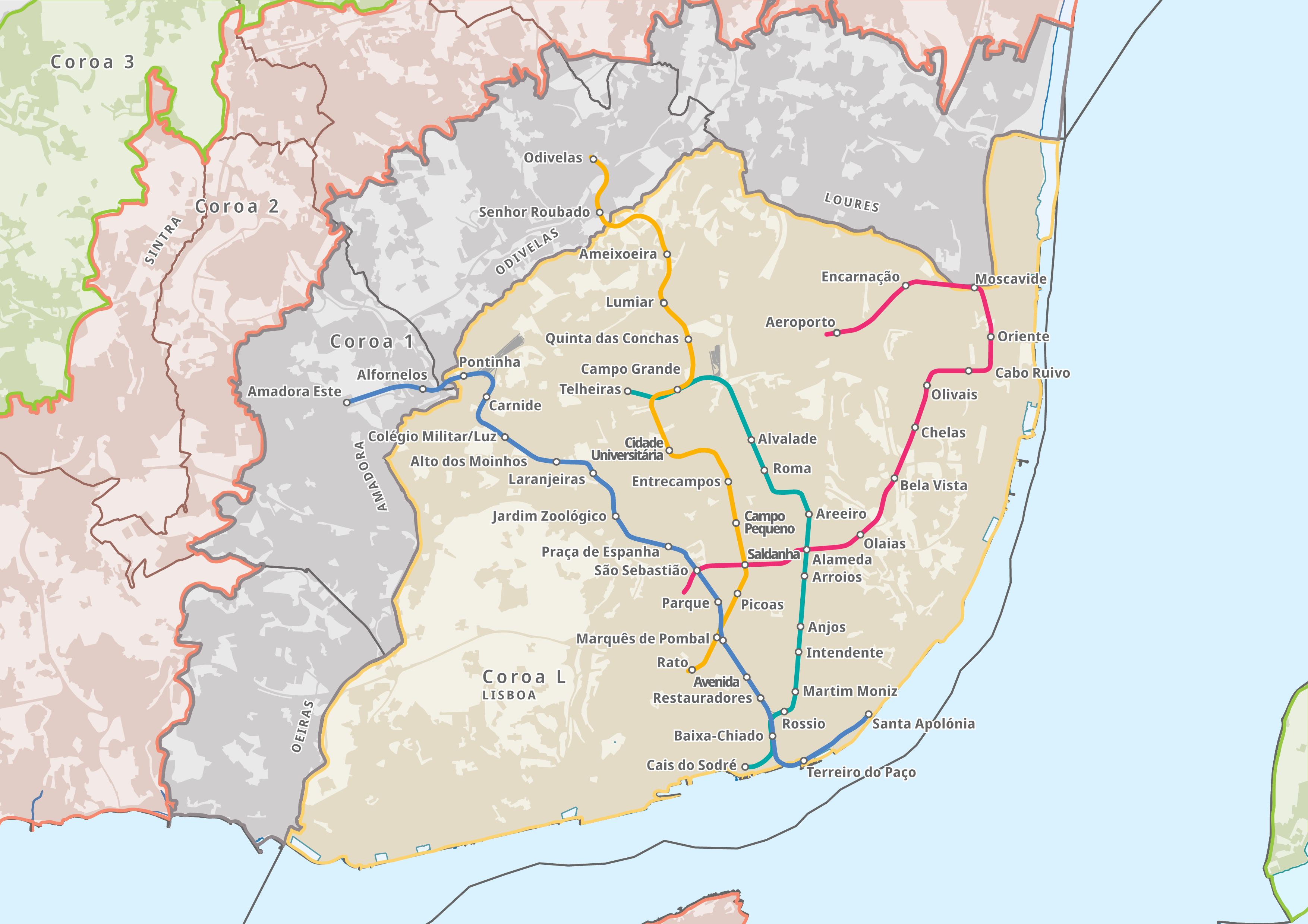
Mapa da rede do Metropolitano de Lisboa em julho de 2012.

Depois de ter deslocado cerca de 182 milhões de passageiros, em 2010, o Metropolitano de Lisboa transportou 180 milhões, no ano seguinte, e apenas 154 milhões em 2012. Calcula-se que esta redução se encontre relacionada com o decréscimo dos movimentos pendulares, em função do aumento do desemprego. Assim sendo, em inícios de 2012, o Metropolitano de Lisboa reduziu o tamanho das composições e a sua frequência. Devido às crescentes restrições orçamentais, a Linha Verde passou também a ter em circulação comboios de três carruagens.
Foram também disponibilizados os tempos de espera na Linha Azul e na Linha Verde em meados de 2012.
Em 17 de julho de 2012, depois de mais de cinco anos de obras, foi aberto ao público o empreendimento Oriente — Aeroporto, que comporta três novas estações: Moscavide, Encarnação e Aeroporto. A rede cresceu mais 3,3 km e passou a deter 55 nós, seis dos quais duplos.
No final de 2012 a estação Terreiro do Paço foi distinguida com o Prémio Valmor 2007. Por seu turno, a estação Cais do Sodré recebeu o Prémio Valmor 2008. Mais tarde, em março de 2013, entrou novamente em circulação o primeiro protótipo da série ML90, numerado de M-201 a M-203, depois de sofrer uma profunda transformação.
Enquanto em 17 de novembro de 2013 foi aberto ao público o átrio sul da estação Areeiro, em 17 de dezembro de 2013 entrou em funcionamento um sistema de Wi-Fi gratuito nos nós Alameda, Campo Grande, Colégio Militar / Luz e Marquês de Pombal. Previa-se que todas as estações e carruagens fossem equipadas com este serviço até ao final do primeiro trimestre de 2014.

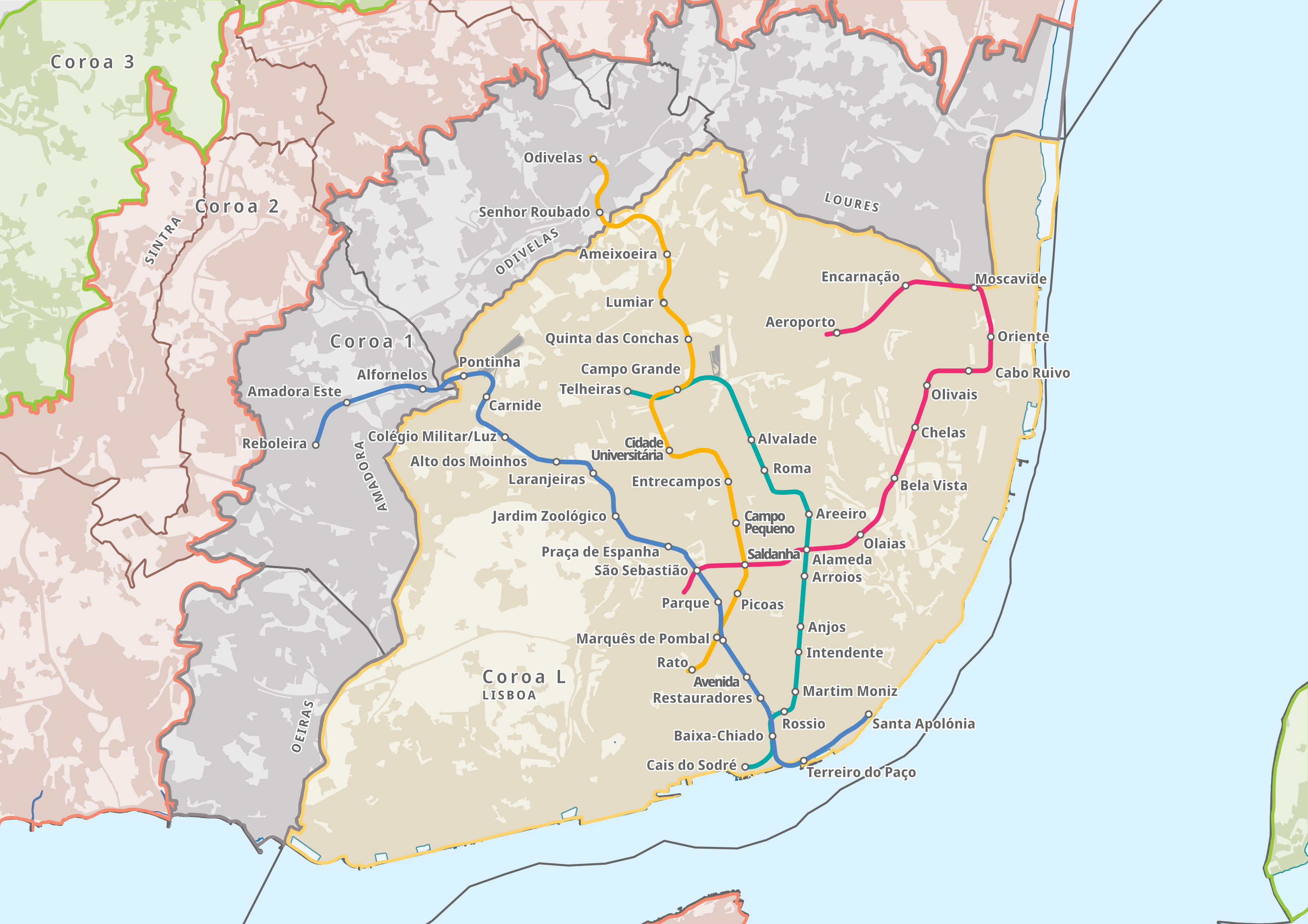
Mapa da rede do Metropolitano de Lisboa em abril de 2016.

Em inícios de 2014 foram disponibilizados os tempos de espera na Linha Amarela. Alguns meses mais tarde, em 29 de julho de 2014, com o embate de uma unidade tripla da série ML90, no terminal do Aeroporto, o parque de material circulante do metropolitano ficou reduzido a 335 carruagens. Por seu turno, um ano mais tarde foi novamente colocado em circulação o segundo protótipo da série ML90, numerado de M-204 a M-206, após ter sofrido uma importante transformação.
Entre 2015 e 2016, o Metropolitano de Lisboa fez parte integrante da Transportes de Lisboa, que incluía também as restantes transportadoras públicas da cidade: a Carris e a Transtejo e Soflusa.
Em 13 de abril de 2016, depois de praticamente sete anos em construção, durante os quais se registou um longo período de interrupção dos trabalhos, foi finalmente inaugurado o prolongamento Amadora Este — Reboleira. Com a abertura do nó da Reboleira, a rede passou a ter uma extensão de 44,2 km e um total de 56 estações, seis das quais duplas.
Em 19 de julho de 2017, com o encerramento da estação Arroios, para obras de ampliação e de remodelação, a circulação na Linha Verde passou a efetuar-se com comboios de seis carruagens.
Em 8 de junho de 2018, parte do revestimento do teto na zona das plataformas da estação Encarnação caiu, levando a que esta fosse encerrada entre os dias 9 e 16 de junho de 2018 para remoção de entulho e reparação do revestimento. Foi também necessário encerrar a estação Aeroporto e a circulação na Linha Vermelha entre as estações Moscavide e Aeroporto, entre as 20 horas de dia 12 de junho e o início do serviço de dia 15 de junho, para facilitar os trabalhos de análise e remoção de entulho na estação Encarnação.
No final da década, o número de passageiros transportados havia voltado a subir, atingindo 169 milhões em 2018 e 173 milhões em 2019.

### Década de 2020
Em 29 de setembro de 2020 parte do túnel perto da estação Praça de Espanha desabou, na sequência das obras à superfície levadas a cabo pela Câmara Municipal de Lisboa. Esta situação provocou quatro feridos ligeiros, e levou à interrupção da Linha Azul entre as estações Laranjeiras e Marquês de Pombal. De forma a minimizar os transtornos causados, a Carris procedeu ao reforço das carreiras 726 e 746, com a colocação de mais autocarros em circulação e prolongamento do horário de funcionamento destes.
Tal como ocorrido com a generalidade nos meios de transporte, o Metropolitano de Lisboa foi fortemente impactado pela Pandemia de COVID-19. No ano de 2020 foi registada uma quebra na procura na ordem dos 50,7%, com menos 88 milhões de passageiros transportados face ao ano de 2019. Mesmo após 2 anos, em 2022, a procura por este meio de transporte ainda se encontra 26% abaixo do registado no período pré-pandémico, ainda assim registando uma forte subida face a 2021.
Entre 31 de julho e 6 de agosto de 2023, período durante o qual Lisboa acolheu a Jornada Mundial da Juventude de 2023, o Metropolitano de Lisboa registou um número recorde de afluência num período de 7 dias consecutivos com 4 milhões de viagens. Só na sexta-feira, dia 4 de agosto, foram registadas 740 mil viagens. Estes números foram possíveis graças a um reforço no número de comboios que culminou num total de 15 600 circulações.
A 22 de agosto de 2024, foi anunciada a emissão do visto prévio do Tribunal de Contas do aditamento do contrato de concessão de serviço público de transporte de passageiros do Metropolitano de Lisboa, o qual irá assim vigorar até 1 de julho de 2030. Este aditamento representa um investimento na ordem dos 71 milhões de euros.

## Expansão da Rede

### Projeto Atual

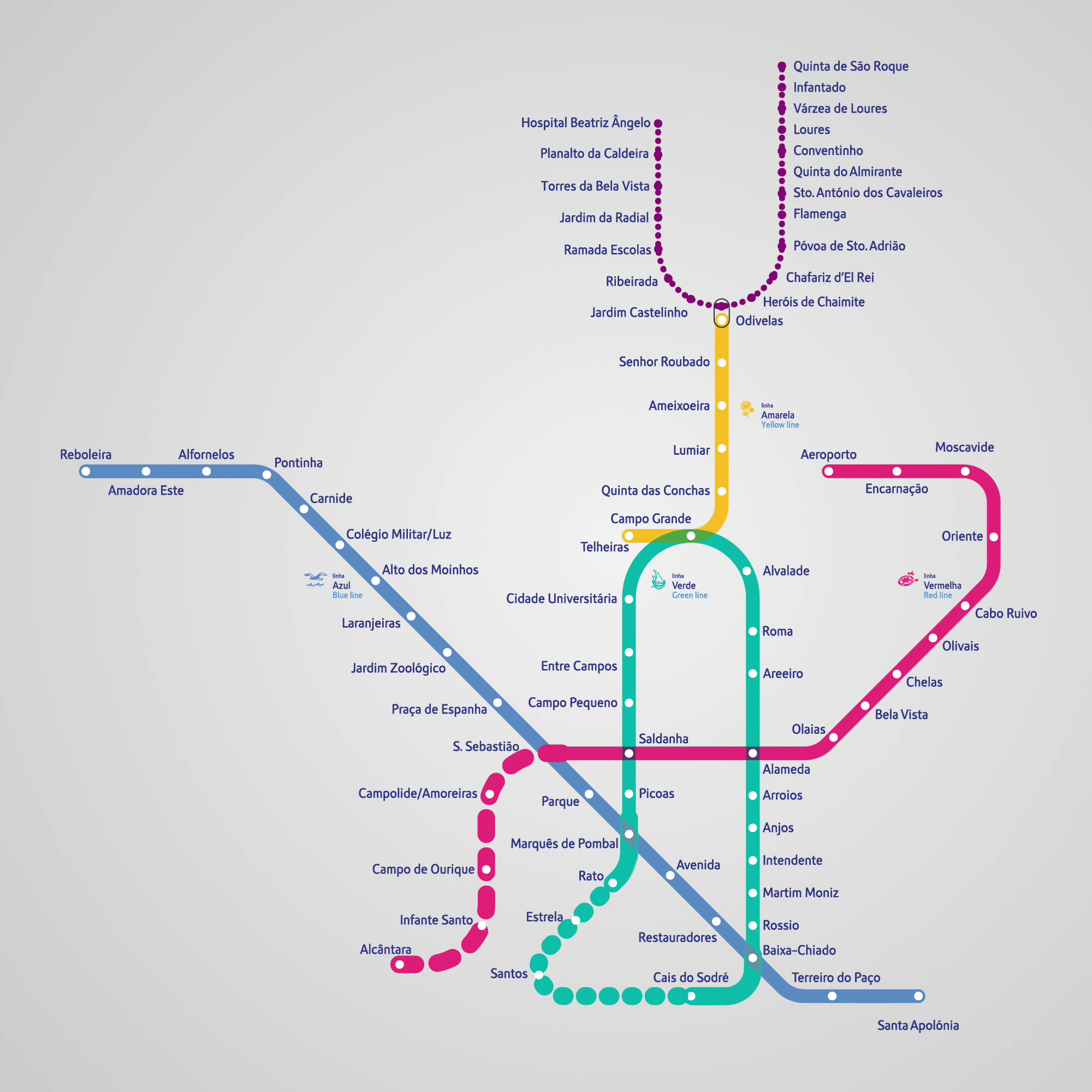
Diagrama de rede do Metropolitano de Lisboa, após a conclusão dos projetos em curso.

#### Linhas Amarela e Verde
Em 14 de dezembro de 2016, foi anunciado o desejo de estender a Linha Amarela do Rato ao Cais do Sodré, o que implicaria a criação de duas novas estações: Estrela e Santos. A obra custaria 215 milhões de euros e deveria estar concluída em 2021.
Esta intenção acabaria por ser confirmada cinco meses mais tarde, não apenas pelo Ministro do Ambiente e da Transição Energética, João Pedro Matos Fernandes, como também pelo próprio Metropolitano de Lisboa. Com efeito, em 8 de maio de 2017, foi apresentado o Plano de Desenvolvimento Operacional da Rede, que prevê a construção de duas novas estações, uma na Estrela (localizado na calçada com o mesmo nome, junto ao antigo Hospital Militar e em frente à Basílica da Estrela) e outra em Santos (junto ao edifício do Batalhão dos Sapadores de Lisboa), até 2022. Uma vez que ambas as estações serão edificadas entre duas estações já existentes (Rato e Cais do Sodré), tanto a Linha Amarela como a Linha Verde sofrerão alterações no seu traçado: enquanto a primeira deverá passar a terminar em Telheiras, a segunda deverá agregar o troço da atual Linha Amarela compreendido entre as estações do Campo Grande e do Rato, tornando-se assim circular. Avaliada em 216 milhões de euros, a criação da linha circular exigirá a realização de obras a céu aberto entre Santos e o Cais do Sodré e ainda um extenso trabalho de modificação da estação do Campo Grande.
Os projetos destas duas linhas encontram-se divididos em 4 lotes distintos. O Lote 1 corresponde à empreitada de projeto e construção dos toscos entre o término da estação Rato e a nova estação Santos, o que inclui a construção da nova estação Estrela. O Lote 2 corresponde à empreitada de projeto e construção dos toscos entre a nova estação Santos e o término da estação Cais do Sodré, o que inclui a construção da nova estação Santos. O Lote 3 corresponde à empreitada de projeto e construção de dois novos viadutos sobre a Rua Cipriano Dourado e sobre a Avenida Padre Cruz, na zona do Campo Grande, o que inclui também a ampliação parcial da estação Campo Grande para nascente. O Lote 4 corresponde à empreitada de projeto e construção dos acabamentos e sistemas na infraestrutura construída nos restantes lotes.
A 9 de janeiro de 2019, o Metropolitano de Lisboa lançou o concurso público inicial para os Lotes 1 e 2, com um preço base de 120 milhões de euros, antes das empreitadas terem sido divididas em lotes autónomos.
A 6 de janeiro de 2020, o Metropolitano de Lisboa lançou o concurso público para o Lote 3, com um preço base de 21 milhões de euros.
A 24 de janeiro de 2020, o Metropolitano de Lisboa anunciou ter recebido quatro propostas para o Lote 1. O consórcio Casais / Acciona apresentou uma proposta no valor de 47,69 milhões de euros. A Zagope — Construções e Engenharia, SA apresentou uma proposta no valor de 48,624 milhões de euros. O consórcio Mota Engil, SA / Spie Batignolles International — Sucursal em Portugal apresentou uma proposta no valor de 49,631 milhões de euros. Por fim, o consórcio Teixeira Duarte / Alves Ribeiro / HCI / Tecnovia apresentou uma proposta no valor de 77 milhões de euros.
A 12 de março de 2020, o Metropolitano de Lisboa lançou um novo concurso público para o Lote 2, desta vez com um preço base de 90 milhões de euros.
A 9 de abril de 2020, o Metropolitano de Lisboa adjudicou a empreitada do Lote 1 à Zagope, pelo preço contratual de 48,6 milhões de euros mais IVA.
A 6 de maio de 2020, foi assinado o contrato referente à empreitada do Lote 1 com a Zagope.
A 27 de junho de 2020, o Tribunal de Contas emitiu o visto prévio favorável à empreitada de projeto e construção do Lote 1.
A 30 de junho de 2020, o Metropolitano de Lisboa anunciou ter recebido quatro propostas para o Lote 2. A Zagope apresentou uma proposta no valor de 99,8 milhões de euros. O consórcio Ramalho Rosa / FCC Construcción apresentou uma proposta no valor de 77,3 milhões de euros. O consórcio Sacyr Somague, SA / Sacyr Neopu / Domingos Silva Teixeira, SA apresentou uma proposta no valor de 75,4 milhões de euros. Por fim, o consórcio Mota Engil, SA / Spie Batignolles International — Sucursal em Portugal apresentou uma proposta no valor de 73,5 milhões de euros.
A 3 de setembro de 2020, o Metropolitano de Lisboa adjudicou a empreitada do Lote 2 ao consórcio Mota Engil, SA / Spie Batignolles International — Sucursal em Portugal, pelo preço contratual de 73,5 milhões de euros mais IVA.
A 10 de setembro de 2020, o Metropolitano de Lisboa anunciou ter recebido duas propostas para o Lote 3. O consórcio consórcio Teixeira Duarte / Somafel apresentou uma proposta no valor de 19,5 milhões de euros. O consórcio Ramalho Rosa / FCC Construcción apresentou uma proposta no valor de 29 milhões de euros, valor superior ao preço base fixado para o concurso e que automaticamente invalida a proposta.
A 22 de setembro de 2020, foi assinado o contrato referente à empreitada do Lote 2 com o consórcio Mota Engil, SA / Spie Batignolles International — Sucursal em Portugal.
A 1 de outubro de 2020, o Metropolitano de Lisboa adjudicou a empreitada do Lote 3 ao consórcio Teixeira Duarte / Somafel, pelo preço contratual de 19,5 milhões de euros mais IVA.
A 3 de novembro de 2020, foi assinado o contrato referente à empreitada do Lote 3 com o consórcio Mota Engil, SA / Spie Batignolles International — Sucursal em Portugal.
A 15 de fevereiro de 2021, o Tribunal de Contas emitiu o visto prévio favorável às empreitadas de projeto e construção dos Lotes 2 e 3.
A 14 de abril de 2021, foi assinado o auto de consignação dos trabalhos do Lote 1 com a Zagope, pelo preço contratual de 48,6 milhões de euros mais IVA e prazo de execução de 960 dias.
A 13 de agosto de 2021, o Metropolitano de Lisboa lançou o concurso público para o Lote 4, com um preço base de 76 513 869 euros.
A 22 de dezembro de 2021, foi assinado o auto de consignação dos trabalhos do Lote 3 com o consórcio Teixeira Duarte / Somafel, pelo preço contratual de 19,5 milhões de euros mais IVA e prazo de execução de 698 dias.
A 25 de março de 2022, o Metropolitano de Lisboa anunciou ter recebido quatro propostas para o Lote 4. O consórcio Mota — Engil, Engenharia e Construção, SA / Spie Batignolles International — Sucursal em Portugal apresentou uma proposta no valor de 79 995 000 euros. O consórcio Zagope — Construções e Engenharia, SA / COMSA Instalaciones Y Sistemas Industriales, SA / COMSA, SA / Fergrupo — Construções e Técnicas Ferroviárias, SA apresentou uma proposta no valor de 73 959 000 euros. O consórcio Ramalho Rosa Cobetar, Sociedade de Construções, S.A. / Contratas Y Ventas, S.A. U. (Convensa) / FCC Industrial e Infraestructuras Energéticas, S.A.U apresentou uma proposta no valor de 70 714 414,35 euros. Por fim, o consórcio Domingos Silva Teixeira, SA / Efacec Engenharia e Sistemas, SA apresentou uma proposta no valor de 72 100 200,67 euros.
A 28 de maio de 2022, foi assinado o auto de consignação dos trabalhos do Lote 2 com o consórcio Mota — Engil, Engenharia e Construção, SA / Spie Batignolles International — Sucursal em Portugal, pelo preço contratual de 73,5 milhões de euros mais IVA e prazo de execução de 960 dias.
A 12 de abril de 2023, foram anunciadas suspensões temporárias de serviço nestas duas linhas de forma a proceder à integração dos novos viadutos construídos na zona poente da estação Campo Grande. Desta forma, a circulação entre as estações Alvalade e Telheiras, na Linha Verde, foi suspensa entre os dias 15 e 26 de abril, entre as estações Campo Grande e Rato, na Linha Amarela, entre os dias 29 de abril e 1 de maio e entre as estações Campo Grande e Cidade Universitária, na Linha Amarela, e as estações Campo Grande e Telheiras, na Linha Verde, entre os dias 2 de maio e 7 de julho.
A 19 de abril de 2023, foram também anunciadas alterações temporárias no horário de funcionamento do troço da Linha Amarela entre as estações Rato e Cidade Universitária, entre os dias 22 e 28 de abril. No dia 22 de abril este troço apenas abriu ao público às 9h00, no dia 23 de abril a operação só decorreu entre as 9h00 e as 23h00 e entre os dias 24 e 28 de abril este troço encerrou mais cedo, às 23h00.
No dia 7 de julho a circulação na totalidade da Linha Amarela e entre as estações Alvalade e Campo Grande, na Linha Verde, foi interrompida a partir das 21h00. No dia 8 de julho a circulação em ambas as linhas, agora já com todos os troços reabertos, só se iniciou às 12h00. Estes constrangimentos deveram-se à necessidade de finalização dos trabalhos de reintegração dos troços entre as estações Cidade Universitária e Campo Grande, na Linha Amarela, e Campo Grande e Telheiras, na Linha Verde, na operação comercial.
A 14 de julho de 2023, foi anunciada a derrapagem da data de conclusão das obras de concretização da linha circular de outubro de 2024 para fevereiro de 2025.
A 14 de setembro de 2023 foram anunciadas alterações temporárias no horário de funcionamento da estação Telheiras às sextas-feiras, sábados e domingos, entre os dias 15 de setembro e 5 de novembro.
A 15 de setembro de 2023, o Tribunal de Contas emitiu o visto prévio favorável à empreitada do Lote 4.
A 11 de novembro de 2023, foram anunciadas suspensões temporárias de serviço na Linha Amarela. Desta forma, a circulação entre as estações Cidade Universitária e Lumiar foi suspensa nos dias 18, 19, 25 e 26 de novembro entre as 6h30 e as 13h00.
A 18 de novembro de 2023, foi anunciada uma nova estimativa da data de conclusão das obras da linha circular para abril de 2025 assim como do custo total do projeto em 330 milhões de euros.
A 16 de fevereiro de 2024, foi anunciada a suspensão da circulação ferroviária da Linha de Cascais entre as estações ferroviárias do Cais do Sodré e de Algés nos fins de semana de 24 e 25 de fevereiro e de 2 e 3 de março. Esta suspensão deveu-se não só às obras de modernização da Linha de Cascais como também aos trabalhos de construção do túnel entre a estação Cais do Sodré e a futura estação Santos e de construção do novo átrio da estação Cais do Sodré.
A 8 de maio de 2024, foram anunciados condicionamentos na estação Cais do Sodré, entre os dias 13 e 26 de maio, para execução de trabalhos de integração do túnel proveniente da futura estação Santos e também relacionados com a construção de um novo posto de tração. Durante este período a estação funcionou com apenas uma plataforma e foram implementados circuitos de acesso e saída da mesma.
A 26 de julho de 2024, foram anunciadas suspensões temporárias de serviço nestas duas linhas de forma a proceder a trabalhos na estação Campo Grande. Desta forma, entre os dias 3 e 17 de agosto a circulação entre as estações Telheiras e Campo Grande, na Linha Verde, e entre as estações Campo Grande e Cidade Universitária, na Linha Amarela, foi suspensa. De igual forma, nos dias 18 e 19 de agosto a circulação entre as estações Telheiras e Alvalade, na Linha Verde, e entre as estações Lumiar e Cidade Universitária, na Linha Amarela, foi suspensa. A 19 de agosto de 2024, foi anunciada a reabertura antecipada das estações Campo Grande, Quinta das Conchas e Telheiras no próprio dia e o fim dos condicionamentos nestas duas linhas.
A 22 de outubro de 2024, foi anunciada uma nova derrapagem da data de conclusão das obras deste prolongamento de fevereiro de 2025 para o segundo semestre de 2025.
A 1 de março de 2025, foi noticiada uma nova data de conclusão das obras para o segundo trimestre de 2026.
Foi igualmente anunciado que se desenvolveu um estudo de viabilidade para uma ligação pedonal subterrânea de aproximadamente 300 m, que uniria a estação do Rato à Rua Dom João V. Integrado numa zona "densamente povoada", este acesso facilitaria o acesso tanto às Amoreiras como a Campo de Ourique. Avaliada em 15,6 milhões de euros, esta ligação pedonal subterrânea deveria estar operacional no final de 2018 ou no início de 2019. Um ano e meio depois, em novembro de 2018, o Presidente do Metropolitano de Lisboa afirmou que este projeto se encontrava suspenso.

#### Linha Vermelha
Apresentado a 8 de maio de 2017 o Plano de Desenvolvimento Operacional da Rede previa o prolongamento da Linha Vermelha entre São Sebastião e Campo de Ourique, com passagem pela zona das Amoreiras. Embora o custo deste empreendimento tenha sido estimado em 186,5 milhões de euros, não foi avançada qualquer data para a sua entrada em exploração, uma vez que o financiamento não se encontrava ainda garantido.
A 17 de abril de 2020, o canal generalista TVI revelou a intenção do Governo em prolongar a Linha Vermelha não apenas até Campo de Ourique mas sim até Alcântara, com estações intermédias na zona das Amoreiras, Campo de Ourique e Infante Santo, trajeto algo semelhante ao representado em antigos planos de expansão para a Linha Amarela. A 14 de outubro de 2020 foi confirmada a inscrição deste prolongamento no Plano de Recuperação de Resiliência do Governo, orçando-o em 304 milhões de euros.
A 26 de maio de 2022, a Agência Portuguesa do Ambiente realizou uma sessão de esclarecimentos no Auditório da estação Alto dos Moinhos, na qual foram prestadas informações relativamente a este prolongamento, Esta sessão de esclarecimentos inseriu-se no âmbito da Consulta Pública do processo de Avaliação de Impacte Ambiental.
No final de agosto de 2022, o prolongamento da Linha Vermelha até Alcântara recebeu parecer positivo por parte da Agência Portuguesa do Ambiente, no entanto este parecer positivo tinha algumas condicionantes. Entre estas condicionantes destaca-se a localização do estaleiro da estação Campo de Ourique, no Jardim da Parada, e a demolição e reaproveitamento de alguns edifícios e as intervenções na muralha da Casa de Goa, em Alcântara. Este prolongamento deverá estar concluído até ao final de 2026.
A 27 de janeiro de 2023, o Metropolitano de Lisboa lançou o concurso público de construção deste prolongamento, com o preço base de 330 milhões de euros, numa cerimónia que coincidiu com as celebrações dos 75 anos de constituição da empresa.
A 26 de julho de 2023, o Metropolitano de Lisboa anunciou ter recebido cinco propostas em resposta ao concurso público de prolongamento da Linha Vermelha até Alcântara, com valores entre os 306 e os 345 milhões de euros: consórcio FCC Construcción S.A. / Contratas Y Ventas, SAU / Alberto Couto Alves, S.A., consórcio Teixeira Duarte — Engenharia e Construção, S.A. / Casais — Engenharia e Construção S.A. / Alves Ribeiro, S.A. / Tecnovia — Sociedade de Empreitadas, S.A. / EPOS — Empresa Portuguesa de Obras Subterrâneas, S.A. / Somafel — Engenharia e Obras Ferroviárias, S.A, consórcio Mota-Engil — Engenharia e Construção / SPIE Batignolles Internacional — Sucursal em Portugal, consórcio Acciona Construcción, S.A. / Domingos da Silva Teixeira, S.A. e consórcio Zagope — Construções e Engenharia, S.A. / COMSA — Instalaciones y Sistemas Industriales, S.A. / Fergrupo — Construções e Técnicas Ferroviárias, S.A..
A 1 de setembro de 2023, teve início o processo de expropriações, constituição de servidões administrativas e ocupações temporárias para permitir este prolongamento. Segundo a empresa, irão ser afetados cerca de 20 edificações cujos moradores e proprietários foram informados por carta das condições, indeminizações e prazos do processo. Das edificações afetadas, 11 serão imóveis municipais, nomeadamente aquele onde está sediada a Casa de Goa.
A 18 de novembro de 2023, foi anunciado que a adjudicação da empreitada de prolongamento da Linha Vermelha deverá ocorrer ainda em 2023, com uma nova estimativa do custo total do projeto em 405 milhões de euros.
A 5 de dezembro de 2023, foi anunciada a adjudicação desta empreitada ao consórcio Mota-Engil — Engenharia e Construção / SPIE Batignolles Internacional — Sucursal em Portugal por 321,9 milhões de euros.
A 22 de dezembro de 2023, foi anunciada a assinatura do contrato desta empreitada.
A 8 de agosto de 2024, foi anunciado o chumbo, por parte do Tribunal Central Administrativo do Sul, da providência cautelar apresentada em novembro de 2022 por três associações contra a Agência Portuguesa do Ambiente e o Metropolitano de Lisboa de forma a impedir o avanço do projeto de expansão desta linha.
A 30 de outubro de 2024, foi colocado a consulta pública o RECAPE (Relatório de Conformidade Ambiental do Projeto de Execução) desta empreitada.
A 18 de novembro de 2024, foi anunciada a derrapagem da data de conclusão das obras deste prolongamento para 2027.

A 28 de fevereiro de 2025, foi anunciada a emissão de DCAPE (Declaração de Conformidade Ambiental do Projeto de Execução) favorável mas condicionada por parte da Agência Portuguesa do Ambiente, permitindo assim avançar com a consignação da empreitada de prolongamento da Linha Vermelha até ao final do primeiro semestre de 2025.

#### Linha Violeta
A 5 de julho de 2021, foi assinado o protocolo entre o Metropolitano de Lisboa e as câmaras municipais de Loures e Odivelas para o planeamento e construção de uma linha de metro de superfície que ligasse os dois municípios, ancorando à restante rede na estação Odivelas. Mais tarde esta linha foi renomeada Linha Violeta, devendo ficar concluída até ao final de 2026.
Para tornar possível a construção desta linha foi necessário proceder à modificação do quadro jurídico da concessão do Metropolitano de Lisboa, cujo diploma de alteração foi publicado, em Diário da República, a 30 de julho de 2021. O novo quadro jurídico permite assim que a empresa possa construir e operar linhas de metro de superfície.
No dia 4 de janeiro de 2023, iniciou-se o processo de Avaliação de Impacte Ambiental do projeto de construção desta linha.
No dia 24 de fevereiro de 2023, foi anunciada uma derrapagem no prazo de execução e no custo de construção desta linha.
No dia 4 de agosto de 2023, foi anunciada a alteração da localização do Parque de Material e Oficinas assim como de duas estações e a supressão de outras duas estações.
No dia 16 de novembro de 2023, foi anunciada a autorização de despesa de 527,3 milhões para financiamento das obras de construção desta linha e a atualização da extensão da mesma de 12 km para 11,5 km.
No dia 15 de março de 2024, foi lançado o concurso público para a construção desta linha, fornecimento de veículos e aquisição de serviços de manutenção, com um valor base de 450 milhões, mais IVA.
No dia 8 de novembro de 2024, foi revelado no relatório preliminar do júri do concurso público de construção desta linha que nenhuma das propostas apresentadas foi validada. Das três propostas recebidas, a proposta da Masterstylo - Electricidade e Telecomunicações Lda. apresentava um preço de 450 milhões de euros mas não incluía grande parte da documentação necessária, já as propostas dos consórcios Mota-Engil — Engenharia e Construção / SPIE Batignolles Internacional — Sucursal em Portugal e Zagope — Construções e Engenharia, S.A. / COMSA — Instalaciones y Sistemas Industriales, S.A. / Fergrupo — Construções e Técnicas Ferroviárias, S.A. apresentavam ambas valores superiores ao preço base de 450 milhões de euros, com possibilidade de ir até aos 495 milhões de euros, de 675 milhões de euros e de 637 milhões de euros, respetivamente.
No dia 28 de novembro de 2024, foi anunciado o cancelamento da adjudicação da empreitada de construção desta linha.
A 14 de abril de 2025, foi anunciado pelos autarcas de Loures e Odivelas que o início de construção desta linha iria ocorrer ainda durante o ano de 2025, com início de operação prevista para 2029.
A 15 de abril de 2025, foi lançado novamente o concurso público para a construção desta linha, fornecimento de veículos para a mesma e aquisição de serviços de manutenção. O valor base do concurso é agora de 600 milhões, mais IVA. O metro ligeiro de superfície entre Odivelas e Loures deverá estar operacional em 2029.
A 16 de julho de 2025, foi anunciada a receção de quatro propostas ao concurso público para construção, fornecimento de veículos e manutenção do metro ligeiro de superfície. Os concorrentes deste novo concurso são a Masterstylo - Electricidade e Telecomunicações Lda., com um preço de 600 milhões de euros, o consórcio Mota-Engil — Engenharia e Construção / Zagope — Construções e Engenharia, S.A. / SPIE Batignolles Internacional, com um preço de 598,9 milhões de euros, o consórcio Teixeira Duarte / Casais / Tecnovia / EPOS / Somafel / Jayme da Costa, com um preço de 716,1 milhões de euros, e o consórcio FCC Construcción / Contratas y Ventas / COMSA / COMSA — Instalaciones y Sistemas Industriales, S.A. / Fergrupo — Construções e Técnicas Ferroviárias, S.A., com um preço de 630 milhões de euros.

#### Outros investimentos
Serão adquiridas 14 novas unidades triplas (que perfazem um total de 42 carruagens), avaliadas em 50 milhões de euros, e instalado um novo sistema de sinalização e segurança CBTC que permitirá a semiautomatização da circulação dos comboios e a redução do intervalo entre estes.
A 1 de setembro de 2023 foi anunciada a inauguração do posto de atendimento "ML Informa", um local dedicado à divulgação de informações sobre o Plano de Expansão da Rede, nomeadamente os novos troços e estações, assim como a localização dos acessos das mesmas, e informação relativa à evolução das obras e alterações temporárias na circulação à superfície. Este posto de atendimento está localizado no cruzamento da Av. 24 de Julho com a Av. Dom Carlos I, junto do IADE e do estaleiro do Metropolitano de Lisboa e funciona nos dias úteis, entre as 9h30 e as 18h00.
A 9 de outubro de 2023 foi anunciada a autorização de despesa para aquisição de mais 24 unidades triplas (um total de 72 carruagens), um investimento máximo de 140 milhões de euros repartido entre 2024 e 2027.
A 30 de novembro de 2023 foi lançado o concurso público internacional para aquisição de 24 unidades triplas, com opção de aquisição de mais 12. O preço base do procedimento é de 138 milhões de euros mais IVA, cofinanciado por fundos europeus e pelo Fundo Ambiental, e tem um prazo de execução de 54 meses.
A 9 de abril de 2024 foi divulgada a receção de duas proposta ao concurso público internacional para aquisição de 24 unidades triplas, com opção de aquisição de mais 12, no valor de 115,07 milhões de euros, da CRRC Tangshan Co., LTD., e de 134 milhões de euros, da Stadler Rail Valencia, S.A.U..
A 9 de agosto de 2024 realizou-se a cerimónia de receção da primeira unidade tripla do novo lote de 14 unidades triplas adquiridas à Stadler, um investimento de cerca de 72,7 milhões de euros. Esta cerimónia contou com a presença de Miguel Pinto Luz, Ministro das Infraestruturas e Habitação, e de Cristina Pinto Dias, Secretária de Estado da Mobilidade. Segundo avançado pela empresa estas carruagens deverão começar a circular no início de 2025, sendo que cada unidade tripla dispõe de 90 lugares sentados (30 dos quais prioritários) e dois locais de fixação para cadeiras de rodas.
A 22 de outubro de 2024 foi assinado o contrato de aquisição de mais 24 unidades triplas à Stadler, desta vez pertencentes à série ML24, com a possibilidade de serem adquiridas mais 12 unidades triplas integradas nesta série. Esta aquisição representa um investimento de 134 milhões de euros, 45 milhões de euros provenientes do Programa Sustentável 2030 e 89 milhões de euros do Fundo Ambiental.
A 30 de outubro de 2024 realizou-se a cerimónia de apresentação das 24 unidades triplas da série ML24, no auditório da estação Alto dos Moinhos.

#### Polémica sobre a Linha Circular
A 11 de março de 2020, foi realizada no Pavilhão Multiusos de Odivelas uma Audição Parlamentar Pública (uma das raras vezes em que uma Audição Parlamentar ocorreu fora do Parlamento) sobre a construção da Linha Circular (Linha Verde) e consequente redução da Linha Amarela, presidida por Carlos Batista da Silva, na qualidade de deputado relator.

### Projetos Planeados

Mapa de rede do Metropolitano de Lisboa, com a conclusão dos projetos em curso e dos que estão agora em fase de planeamento.

Após a conclusão dos projetos em curso, o Metropolitano de Lisboa deverá focar-se no prolongamento da Linha Amarela, com um percurso já encurtado devido à criação da Linha Circular (Linha Verde). Este prolongamento, com um traçado não inteiramente definido, irá levar a Linha Amarela até à zona de Benfica, contando com 3 novas estações: São Francisco (na Praça de São Francisco de Assis, servindo não só o Bairro da Horta Nova como a Quinta dos Inglesinhos, o LISPOLIS e uma parte do Bairro Padre Cruz), Colégio Militar / Luz (onde fará a correspondência com a Linha Azul e com o terminal rodoviário) e Benfica (junto ao Palácio Baldaya). Grande parte da contestação a este prolongamento prende-se com a inexistência de uma ligação à Estação Ferroviária de Benfica, em detrimento de uma localização mais central da estação terminal. No entanto, o próprio traçado ainda não é definitivo e, como tal, poderá ser drasticamente modificado numa versão final.
Para além do prolongamento da Linha Amarela, encontra-se em fase de planeamento a construção do LIOS (Linha Intermodal Sustentável), um conjunto de duas linhas de metro ligeiro de superfície que irão ligar Alcântara a Oeiras (LIOS Ocidental) e Santa Apolónia a Sacavém (LIOS Oriental). Apesar do envolvimento do Metropolitano de Lisboa na conceção deste projeto, tendo aliás modificado o projeto de construção da estação Alcântara para o acomodar, o mesmo será operado pela Companhia Carris de Ferro de Lisboa, integrando-o na sua rede de elétricos. É ainda possível que estas linhas venham a ser convertidas em linhas de metrobus e não construídas como um metro ligeiro de superfície como inicialmente definido.
Estes dois projetos não só não têm um prazo de execução definido como não existe ainda financiamento assegurado para os mesmos. Apesar disso, o traçado do LIOS já se encontra numa fase adiantada de conceção, estando também a ser estudada a viabilidade do projeto, ao qual se seguirá o estudo prévio e a obrigatória Avaliação de Impacte Ambiental. No caso do prolongamento da Linha Amarela, os dados existentes resumem-se a esboços e intenções já há muito indicadas.

### Projetos Abandonados

#### Projeto de expansão de 2009

Prolongamentos projetados antes de 2009

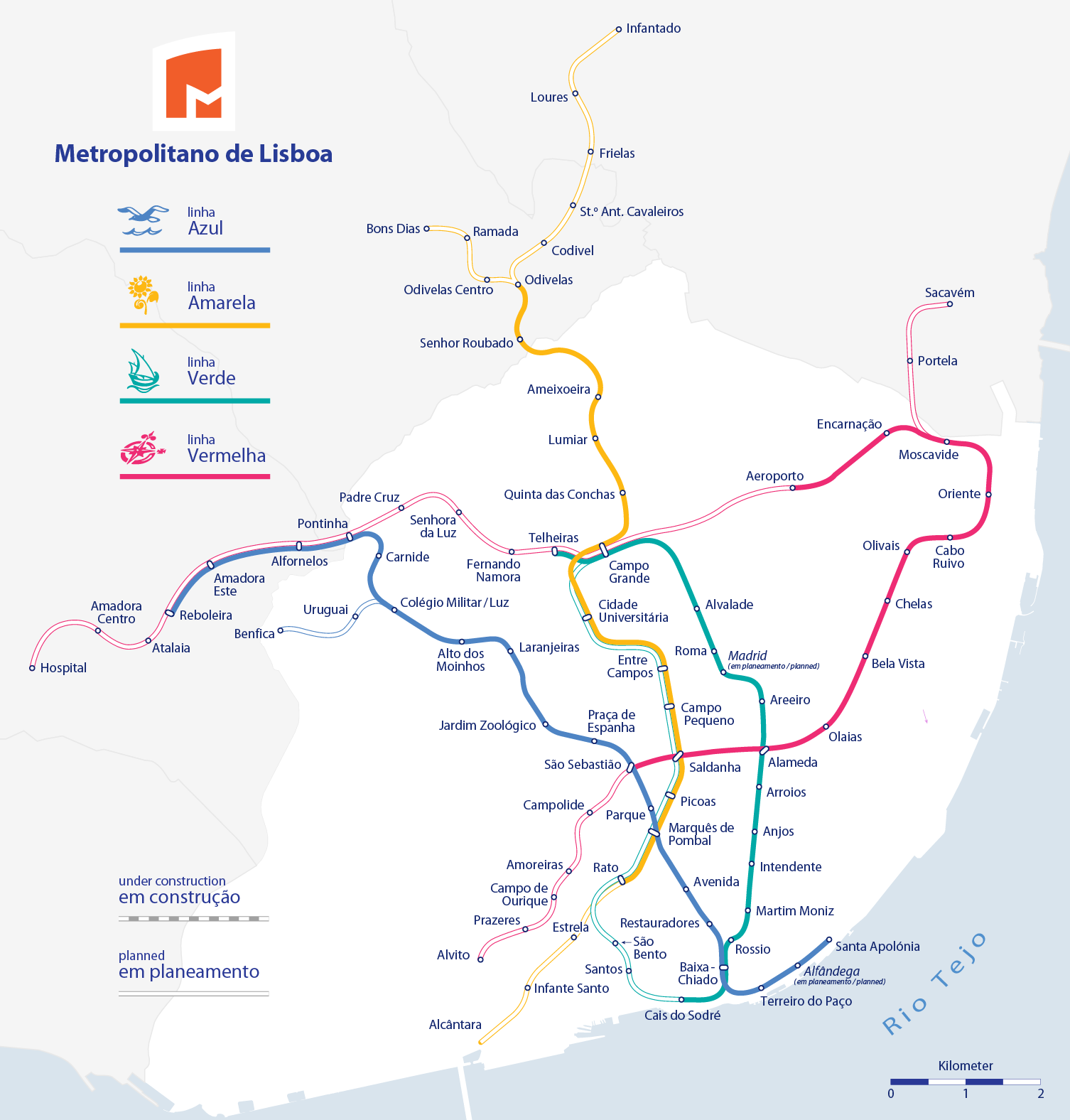
Prolongamentos projetados em 2009

A 17 de julho de 2009, foi apresentado em Lisboa, por Ana Paula Vitorino, Secretária de Estado dos Transportes do XVII Governo Constitucional de Portugal, o projeto de expansão das linhas Amarela e Vermelha para servir os concelhos de Odivelas e Loures. Esta expansão contaria com sete novas estações, cinco na Linha Amarela (Codivel, Santo António, Torres da Bela Vista / Frielas, Loures e Infantado) e duas na Linha Vermelha (Portela e Sacavém). Estas duas extensões para norte e nordeste da Cidade de Lisboa teriam um custo aproximado de 565 milhões de euros e deveriam estar prontas em 2014 e 2015.
A 30 de julho de 2009, uma nova apresentação expôs o projeto de expansão da Linha Azul para o interior do concelho da Amadora. Esta extensão representava um investimento de 214 milhões de euros, e consistia no prolongamento da linha em 2,5 km, com três novas estações: Atalaia, Amadora Centro e Hospital. Esta apresentação preconizava ainda parques de estacionamento periféricos nas estações Hospital, Infantado e Sacavém.
A 31 de julho de 2009, foi anunciado por Ana Paula Vitorino o projeto de expansão da Linha Vermelha a Campo de Ourique, com passagem por Campolide e Amoreiras. Este projeto permitiria ligar a rede do metro de Lisboa à estação Ferroviária de Campolide. O anúncio foi reiterado a 17 de setembro de 2010 pelo Ministério das Obras Públicas do XVIII Governo Constitucional de Portugal, ao anunciar que a expansão do Metropolitano de Lisboa até Campolide «está definida como prioritária».
A somar a estes projetos, encontrava-se o Plano de Expansão do Metropolitano de Lisboa 2010/2020, apresentado a 2 de setembro de 2009 também por Ana Paula Vitorino. Deste plano constava o alargamento do Metropolitano de Lisboa quer no interior quer no exterior da cidade de Lisboa. Ao todo, o Metropolitano de Lisboa iria contar com 33 novas estações, sendo algumas construídas em segmentos de linha já existentes (Alfândega, na Linha Azul, entre Terreiro do Paço e Santa Apolónia, Calvanas, na Linha Verde, entre Campo Grande e Alvalade, e Madrid, na Linha Verde, entre Areeiro e Roma). Ao todo, o sistema de Metropolitano de Lisboa em 2020, passaria a contar com 89 estações, sendo 7 duplas e uma tripla. Continuaria a dispor de quatro linhas, com uma extensão total de 102 km. Uma das novidades do plano era a futura Linha Verde se tornar numa linha circular, integrando parte do traçado atual da Linha Amarela, entre Campo Grande e Rato.
O plano incluía: 
- Na Linha Vermelha o prolongamento a sul de São Sebastião até Campo de Ourique, passando por Campolide[106] e Amoreiras, e a norte para além do Aeroporto, unindo-se à Linha Amarela ou na estação Lumiar ou na estação Campo Grande e à Linha Azul, provavelmente na estação Colégio Militar / Luz. Daí ligaria ao Hospital Professor Doutor Fernando Fonseca.[96] Anteriormente, a expansão da Linha Vermelha para norte contemplava também um ramal que partia da estação Moscavide rumo à Portela e a Sacavém — o que, a concretizar-se, corresponderia à terceira expansão da rede do metro para fora da cidade de Lisboa.[95]
- Na Linha Amarela haveria a possibilidade de um prolongamento para Sul desde a estação Rato até Alcântara-Mar, passando por Estrela[107] e Infante Santo.[95]
- Na Linha Verde estava em estudo o prolongamento a norte desde a estação Telheiras, passando por Horta Nova e unindo-se à Linha Azul na estação Carnide ou Pontinha.[95]
- Ao prolongamento da Linha Amarela já apresentado, num novo ramal a entroncar a norte da estação Odivelas, previa-se a construção de três novas estações, denominadas Odivelas Centro, Ramada e Bons Dias.[95]
- Na Linha Azul, num novo ramal a entroncar a norte da estação Colégio Militar / Luz, previa-se a construção de duas novas estações provisoriamente denominadas Uruguai[95] e Benfica.[105]

A estas ampliações previstas, a Câmara Municipal de Lisboa requereu, ainda em 2009, acrescentos ou modificações que permitissem as ligações diretas Prazeres-Alcântara e Ameixoeira-Calvanas.
No entanto, na sequência da crise económica em 2011 foi anunciada a suspensão de todos os projetos que contemplavam a expansão do Metropolitano de Lisboa para fora dos limites da cidade.

### Linha das Colinas
Estudou-se também a criação da Linha das Colinas, a executar apenas a muito longo prazo. Construída de raiz, a quinta linha do Metropolitano de Lisboa uniria os bairros históricos da cidade, entre Campo de Ourique e Santa Apolónia. O objetivo passaria por alcançar áreas ainda não servidas pela rede do Metropolitano de Lisboa, em que o acesso em transporte individual se revela insuficiente e sem capacidade e em que as carências de estacionamento são significativas.
Atravessando as quatro linhas já existentes, a Linha das Colinas teria 8,5 km de extensão e contaria com 16 estações: Campo de Ourique (Linha Vermelha), Estrela (Linha Amarela), São Bento, Academia das Ciências, Príncipe Real, Avenida (Linha Azul), Campo Mártires da Pátria, Gomes Freire, Estefânia, Arroios (Linha Verde), Paiva Couceiro, Penha de França, Sapadores, Graça, Cerca Moura e Santa Apolónia (Linha Azul). Este traçado corresponde ao da Linha III prevista no plano original do Metropolitano de Lisboa, ainda na década de 1950.
Em 2005, em declarações à comunicação social, o Presidente do Metropolitano de Lisboa afirmou que esta linha "não é neste momento prioritária".

## Infraestrutura

### Via

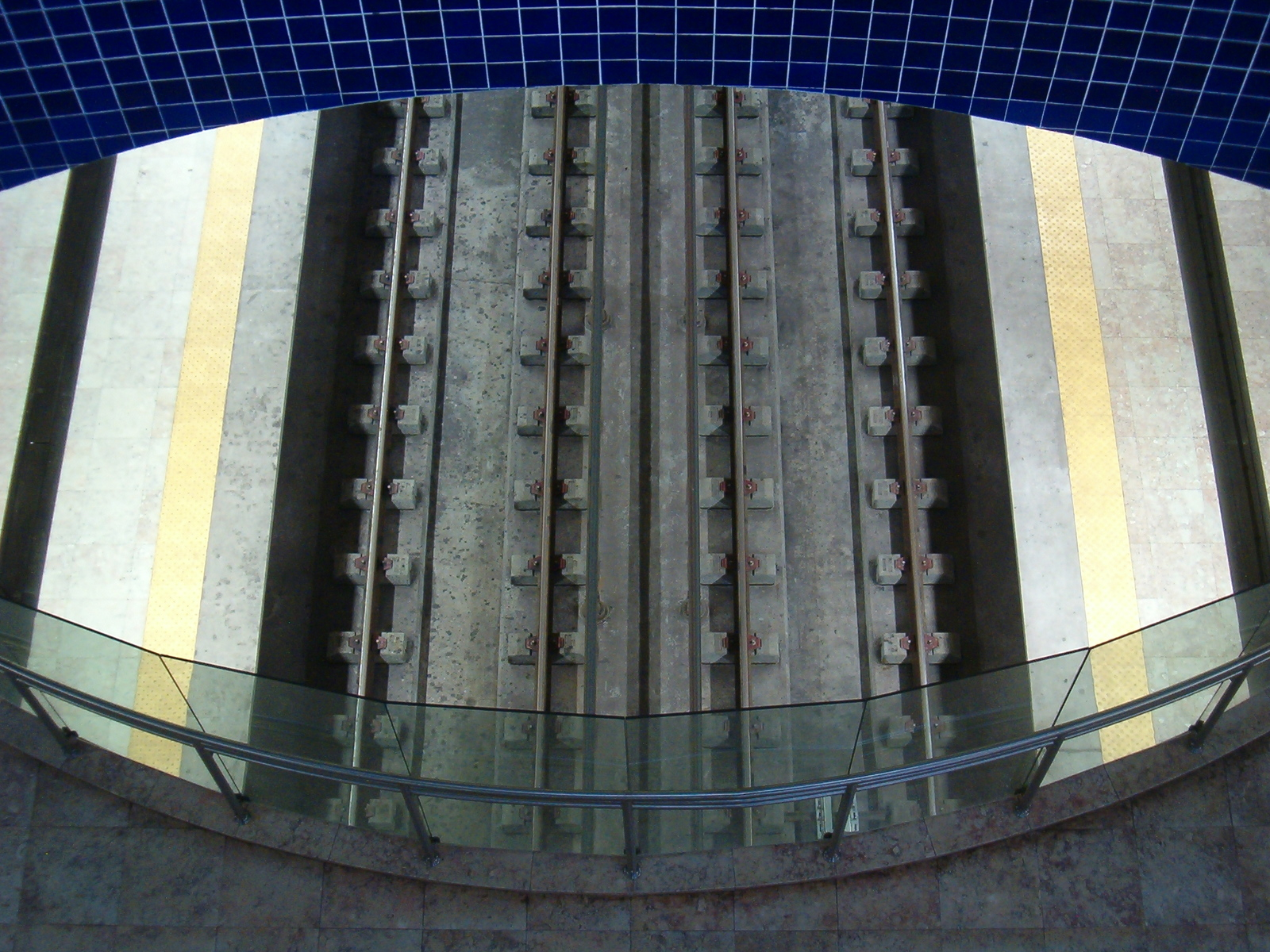
Vista superior da via (na): Duplo trilho, cada um equipado com terceiro carril, oposto ao cais.

A circulação das composições que fazem serviço no Metropolitano de Lisboa é feita exclusivamente em ferrovia pesada em canal exclusivo, ou seja, sem partilha de via com outros serviços, e rigorosamente isolado, ou seja, sem passagens de nível nem qualquer acesso pedonal, maioritariamente subterrâneo. A maior parte dos túneis albergam via dupla, sendo que alguns segmentos apresentam as duas vias em galerias separadas.
A via é de carril clássico em bitola internacional (1435 mm), contando com um terceiro carril para alimentação ao material circulante, feita por contacto simples na sua face superior, que corre paralelo ao binário, exterior a este, num dos lados da via, eletrificado a 750 V (c.c.). Este está presente ao longo de toda a rede uma vez que o material circulante não tem autonomia para arranque. Para garantir uma maior segurança, nas estações o terceiro carril encontra-se do lado oposto do respetivo cais, no centro das vias de circulação.

### Linhas e Estações
Atualmente, o Metropolitano de Lisboa conta com 56 estações, 6 delas duplas, em 4 linhas.
| Nome/ /Símbolo | Nome/ /Cor | Cor ant. / Letra | Terminais                  | Primeira operação | Extensão | Estações |
| -------------- | ---------- | ---------------- | -------------------------- | ----------------- | -------- | -------- |
| Gaivota        | Azul       | Linha A          | Reboleira — Santa Apolónia | 1959              | 13,7 km  | 18       |
| Girassol       | Amarela    | Linha B          | Odivelas — Rato            | 1959              | 11,1 km  | 13       |
| Caravela       | Verde      | Linha C          | Telheiras — Cais do Sodré  | 1963              | 08,9 km  | 13       |
| Oriente        | Vermelha   | Linha D          | São Sebastião — Aeroporto  | 1998              | 10,5 km  | 12       |

### Tráfego
| Estação               | Mov. pass. |
| --------------------- | ---------- |
| Marquês de Pombal     | 17 202 402 |
| Cais do Sodré         | 15 945 786 |
| Oriente               | 13 746 946 |
| Campo Grande          | 13 601 301 |
| Baixa-Chiado          | 13 512 024 |
| Colégio Militar / Luz | 11 955 730 |
| Saldanha              | 11 470 764 |
| Entre Campos          | 10 572 643 |
| São Sebastião         | 10 339 896 |
| Jardim Zoológico      | 10 108 738 |

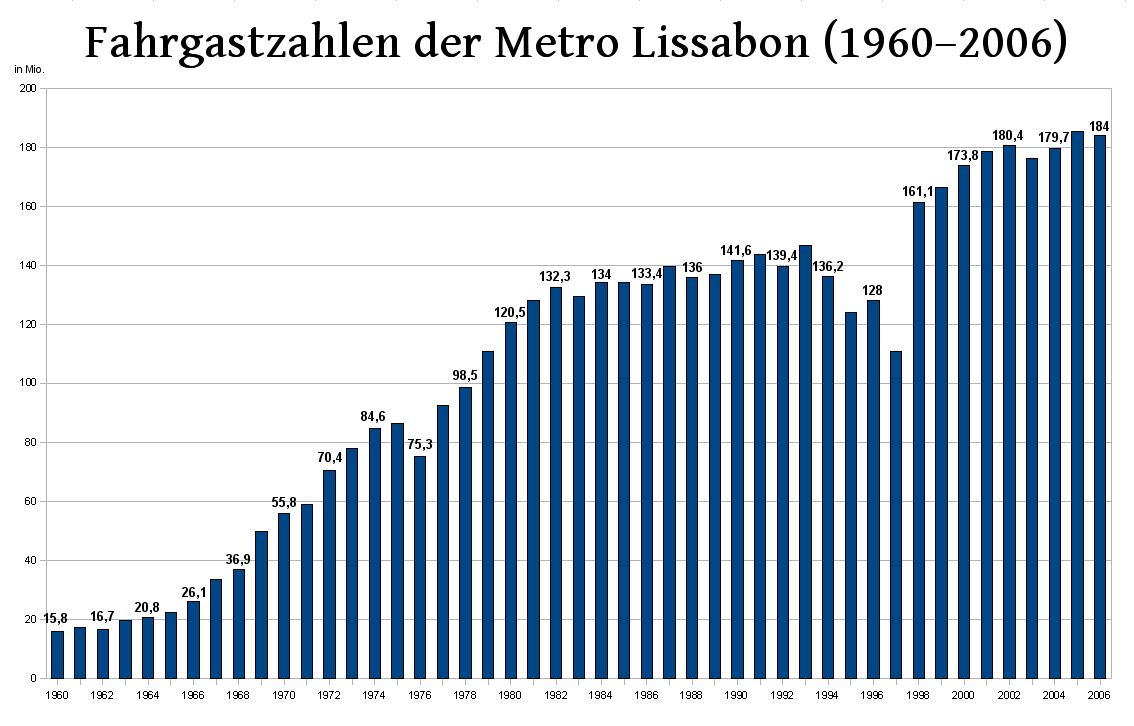
Variação do número de passageiros no Metropolitano de Lisboa entre 1960 e 2006.

As 10 estações com maior movimento de passageiros em 2017 totalizaram 128,5 milhões de validações, representando um crescimento de 5% (6,1 milhões de validações), face às 10 estações com maior movimento em 2016. Todas estas estações apresentaram crescimentos face ao ano anterior, destacando-se as estações Colégio Militar / Luz e Cais do Sodré com acréscimos de 9% e 7% respetivamente.
Durante o ano de 2019, no período pré-pandémico, foi transportado um valor recorde de 173 milhões de passageiros, valor que reduziu em 50,7% para 85,6 milhões de passageiros em 2020 em consequência da Pandemia de COVID-19.
Em 2021 foram transportados 81,3 milhões de passageiros, menos 5,1% do que em 2020 e menos 53,2% do que em 2019.
Em 2022 foram transportados 136 milhões de passageiros, mais 63% do que em 2021 mas 26% abaixo dos valores de 2019.
No primeiro semestre de 2023 foram transportados 79,5 milhões de passageiros, mais 30% do que registado em período homólogo de 2022 mas 5% abaixo dos valores do primeiro semestre de 2019.
Em 2023 foram transportados 161,717 milhões de passageiros, mais 21% do que em 2022 mas 7% abaixo dos valores de 2019.
Em 2024 foram transportados 176,727 milhões de passageiros, mais 6,5% do que em 2023, superando pela primeira vez os valores registados em 2019, no período pré-pandémico.

### Material circulante

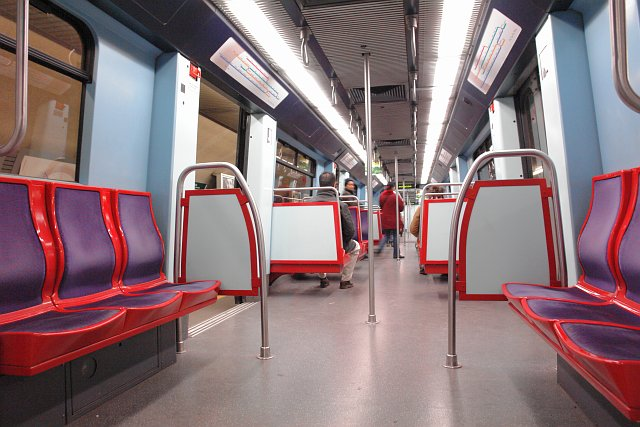
Interior de uma carruagem do Metropolitano de Lisboa (série ML99).

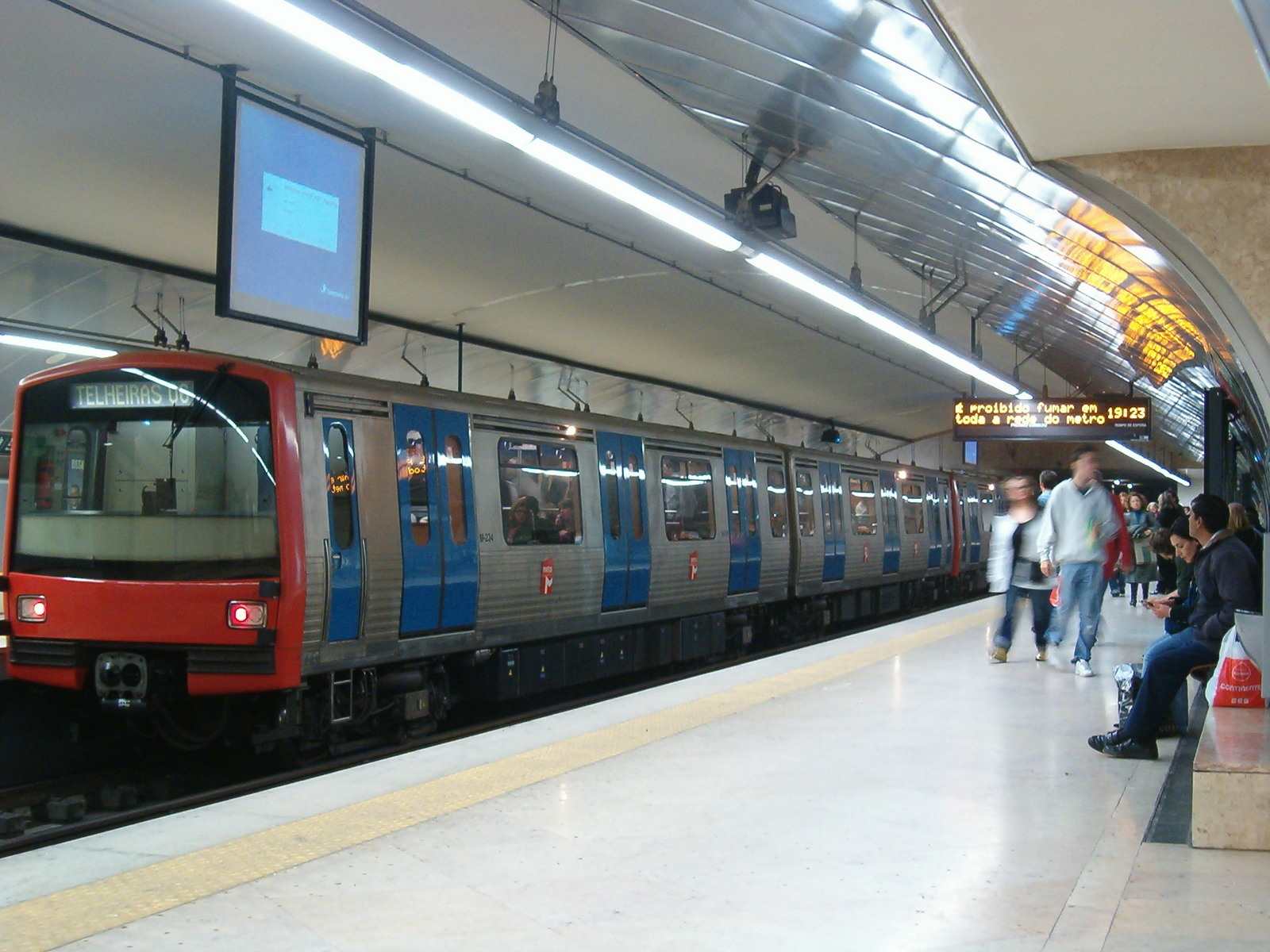
Composição da série ML90.

Desde a sua inauguração, já foram utilizados pelo Metropolitano de Lisboa 6 séries distintas de composições, 4 delas ainda em circulação, encontrando-se em fase de testes uma sétima série e em fase de concurso uma oitava série:
Série ML7
Entrada em serviço: 1959/1975
Retirada: 31 de janeiro de 2000
Série ML79
Entrada em serviço: 1984/1989
Retirada: 11 de julho de 2002
Série ML90
Entrada em serviço: 1993/1996
Série ML95
Entrada em serviço: 1997/1998
Série ML97
Entrada em serviço: 1999
Série ML99
Entrada em serviço: 2000/2002
Série ML20
Entrada em serviço prevista: 2025
Série ML24
Entrada em serviço prevista: 2027
Até fevereiro de 2012, apenas circulavam na Linha Verde composições das séries ML90 e ML95. Tal se devia à limitação de tamanho de algumas estações desta linha, as quais apenas comportavam comboios de 4 carruagens. Apesar de todas as composições funcionarem originalmente como unidades triplas, os comboios de 4 carruagens eram obtidos recorrendo a duplas de composições das séries já referidas, às quais eram retirados os reboques intermédios.

## Viagem

### Horário de Operação
O Metropolitano de Lisboa opera diariamente entre as 06h30 (o primeiro comboio parte das estações terminais às 06h30) e a 01h00 (o último comboio parte das estações terminais à 01h00).

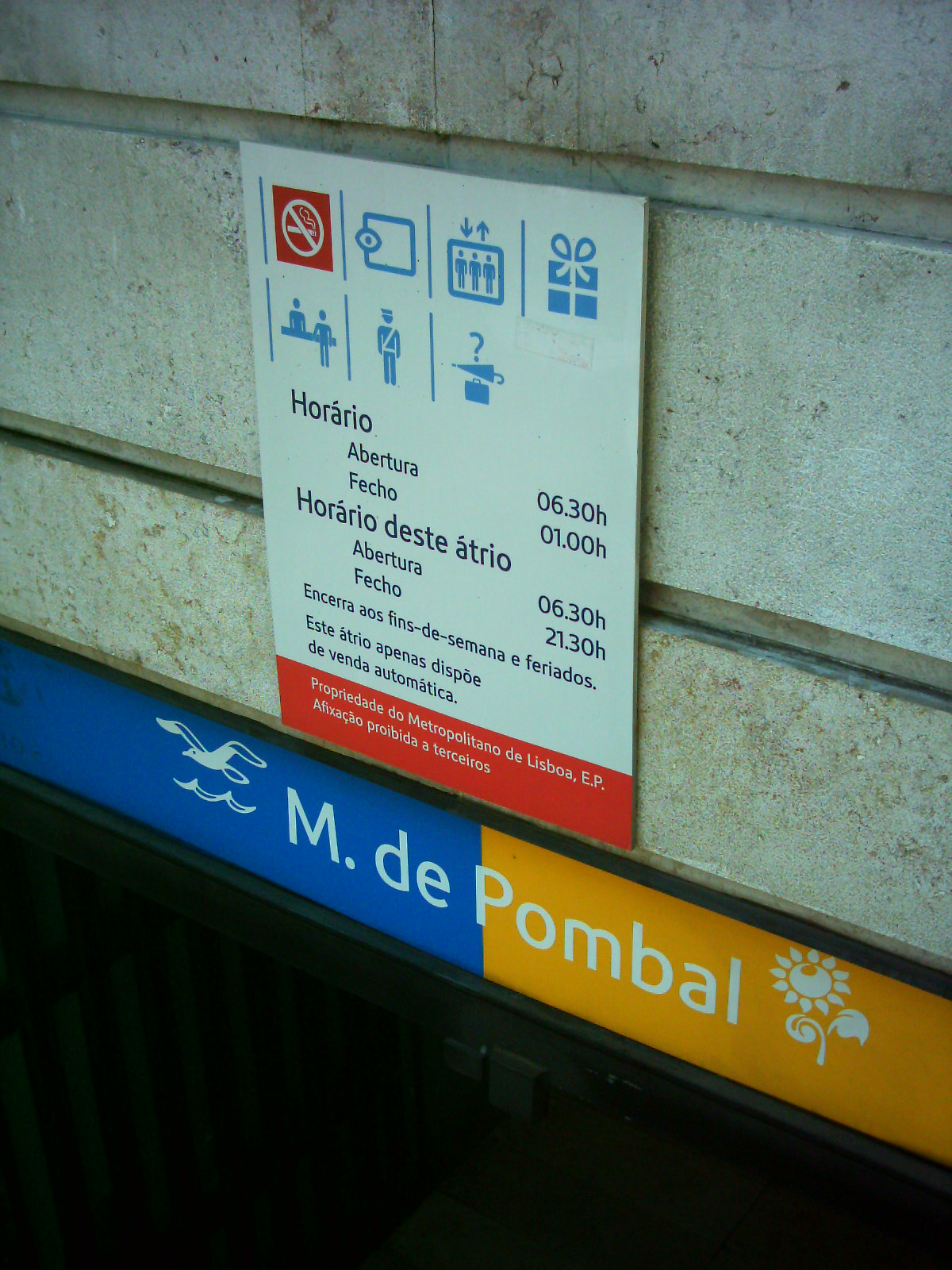
Aviso de horário reduzido «neste átrio»; estação, em 2008.

No entanto, os átrios secundários de algumas estações praticam horários mais reduzidos.
| Linhas  | Estações           | Átrio    | Dias úteis    | F.d.s. e feriados |
| ------- | ------------------ | -------- | ------------- | ----------------- |
| Azul    | Jardim Zoológico   | Norte    | 06h30 — 21h30 | 06h30 — 21h30     |
| Azul    | Marquês de Pombal  | Sul      | 06h30 — 21h30 | Encerrado         |
| Azul    | Avenida            | Sul      | 06h30 — 21h30 | Encerrado         |
| Amarela | Senhor Roubado     | Sul      | 06h30 — 21h30 | 06h30 — 21h30     |
| Amarela | Quinta das Conchas | Norte    | 06h30 — 21h30 | 06h30 — 21h30     |
| Amarela | Campo Pequeno      | Sul      | 06h30 — 21h30 | 06h30 — 21h30     |
| Amarela | Picoas             | Sul      | 06h30 — 21h30 | Encerrado         |
| Verde   | Alvalade           | Sul      | 06h30 — 21h30 | 06h30 — 21h30     |
| Verde   | Areeiro            | Sul      | 06h30 — 21h30 | 06h30 — 21h30     |
| Verde   | Anjos              | Norte    | 06h30 — 21h30 | Encerrado         |
| Verde   | Intendente         | Norte    | 06h30 — 21h30 | 06h30 — 21h30     |
| Verde   | Rossio             | Nascente | 06h30 — 21h30 | 06h30 — 21h30     |

### Zonamento

#### Antigo Modelo de Coroas

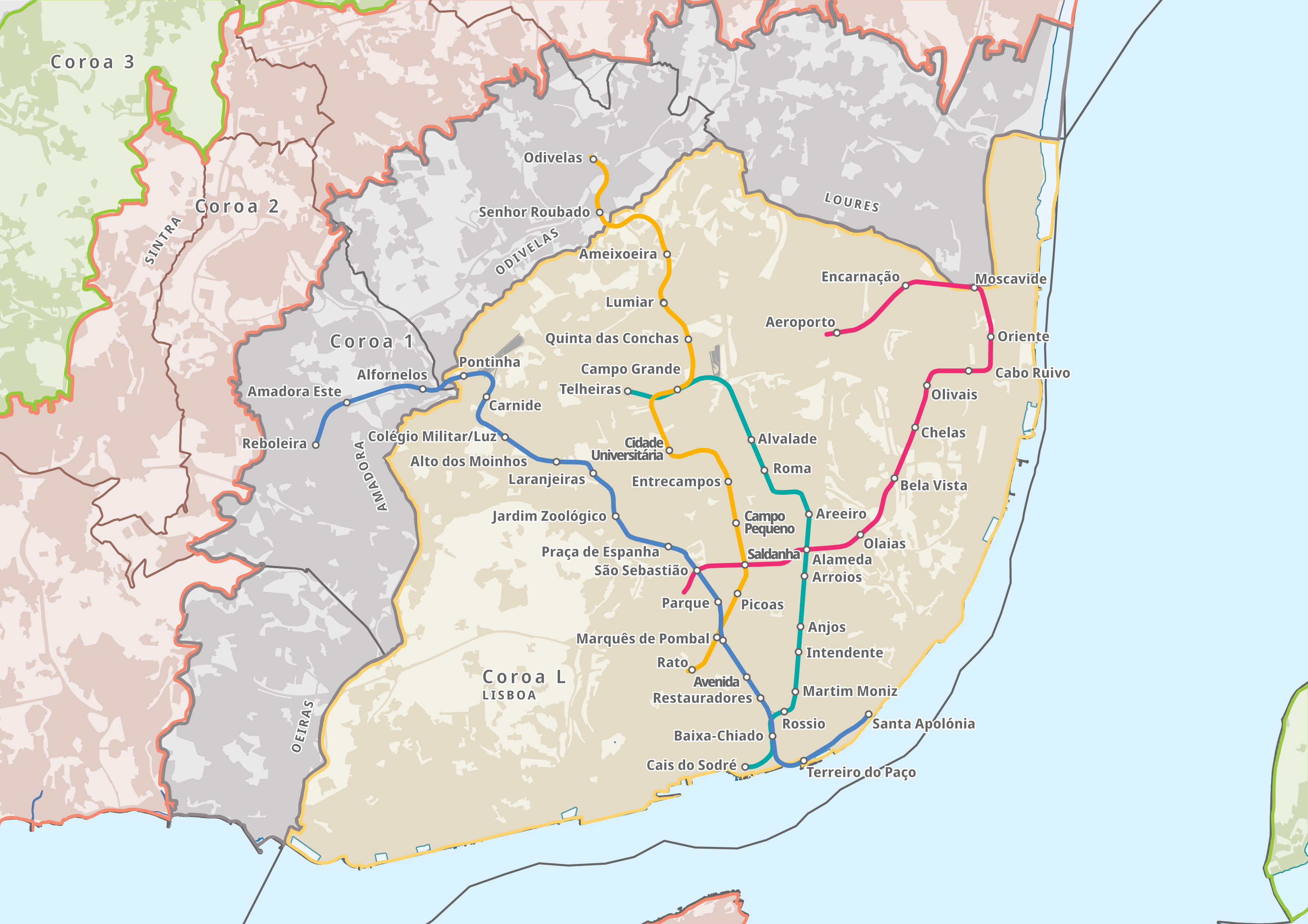
Sistema de coroas em relação à rede do Metropolitano de Lisboa.

Em 2004, a rede do Metropolitano de Lisboa ultrapassou pela primeira vez os limites administrativos do concelho de Lisboa: enquanto a Linha Amarela alcançou a estação de Odivelas, a Linha Azul atingiu os nós de Alfornelos e da Amadora Este. Doze anos depois, em 2016, esta última linha foi novamente prolongada, agora para a estação da Reboleira.
Este facto levou à criação de um novo tarifário que dependia de zonas, até então desnecessário. Foi estabelecido um sistema de "coroas urbanas", ficando Lisboa na Coroa L e as novas estações numa coroa adicional, fora da primeira, denominada Coroa 1. Desta forma, um passageiro que viajasse na Linha Azul na direção Santa Apolónia — Reboleira, ou vice-versa, teria de comprar um bilhete de duas zonas, se passar para lá da estação da Pontinha. O mesmo sucedia na Linha Amarela, no sentido Rato — Odivelas, ou vice-versa, se passasse para lá do nó do Senhor Roubado.
Em 1 de fevereiro de 2012, as "coroas" passaram a aplicar-se apenas nos passes urbanos. A sua aplicação foi abandonada nos bilhetes simples, passando a cobrar-se um único valor, independentemente de o utilizador viajar ou não além da Coroa L.

#### Novo Modelo Navegante
No dia 1 de abril de 2019 entrou em vigor um novo modelo de zonamento tarifário no qual cada município formava a sua própria zona (sendo a zona de Lisboa equivalente à antiga Coroa L). De acordo com este novo modelo a rede do Metropolitano de Lisboa dividia-se pelos municípios de Lisboa, Amadora e Odivelas da seguinte forma:
- Lisboa: totalidade das linhas Verde e Vermelha, troço Santa Apolónia — Pontinha da Linha Azul e troço Rato — Senhor Roubado da Linha Amarela;
- Amadora: troço Alfornelos — Reboleira da Linha Azul;
- Odivelas: troço Senhor Roubado — Odivelas da Linha Amarela.

Neste novo modelo a estação Pontinha passaria a fazer parte da zona de Lisboa exclusivamente, sendo que a estação Senhor Roubado faria parte simultaneamente da zona de Lisboa e de Odivelas, permitindo a deslocação até esta por ambos os lados. Tal como no antigo modelo de coroas, estas zonas apenas são aplicadas aos passes urbanos, sendo que os títulos ocasionais continuam a permitir a deslocação em toda a rede.

### Cartões e Bilhetes
Até meados dos anos 1990 foram utilizados diversos tipos de cartões passivos em cartolina impressa, com numeração individual e passíveis de obliteração manual ou eletromecânica.
A rede do Metropolitano de Lisboa dispõe de uma vasta gama de títulos de transporte que permitem várias modalidades de transporte de passageiros. Para clientes que utilizam com pouca frequência os serviços prestados pelo Metropolitano de Lisboa, está disponível o cartão Navegante Ocasional, existindo ainda o cartão Navegante Personalizado para o carregamento de títulos mensais.

#### Cartões previamente existentes

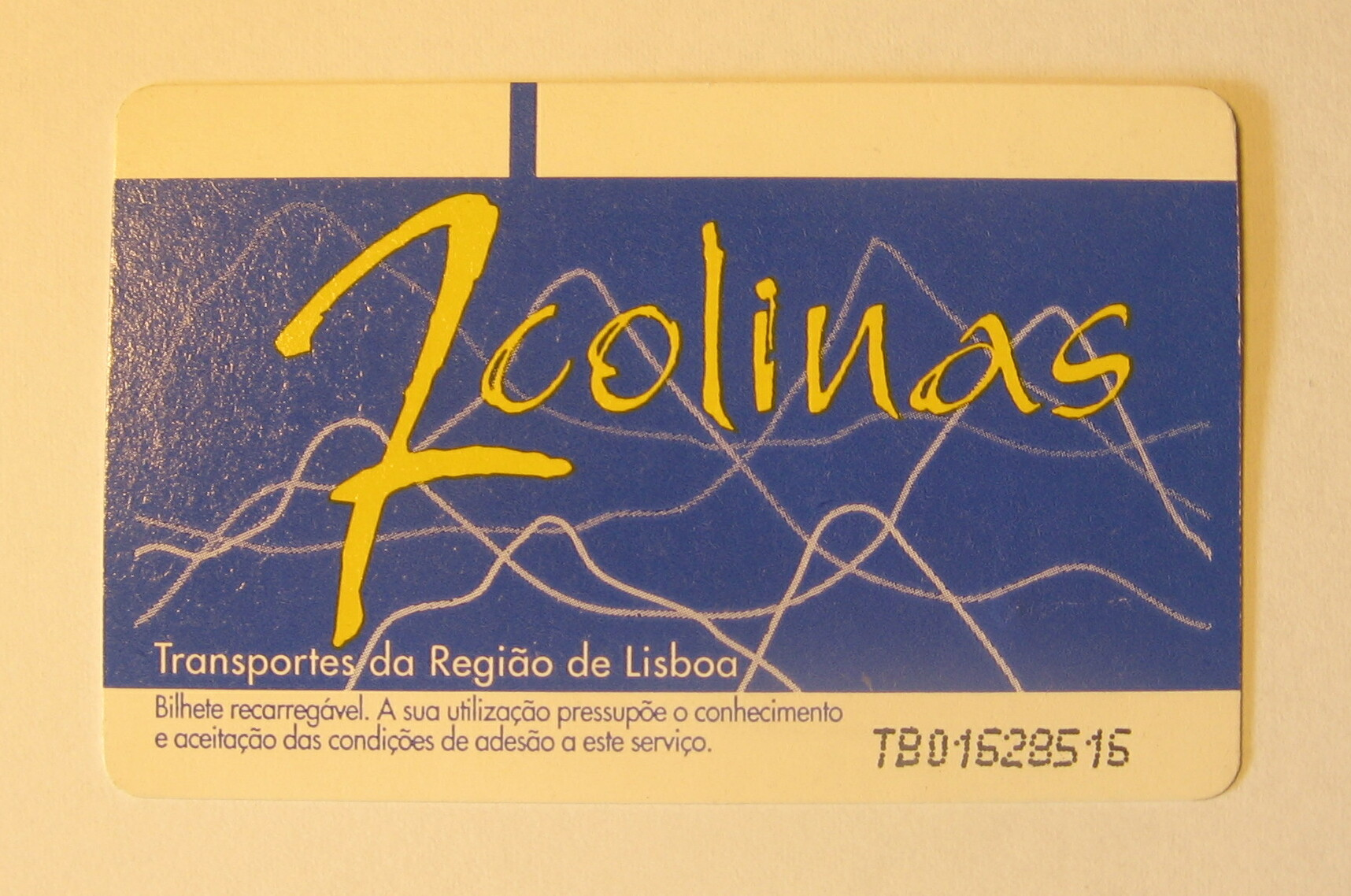
Cartão "7 Colinas".

##### 7 Colinas
O cartão 7 Colinas era um suporte sem contacto para carregamento de títulos de transporte ocasionais das empresas transportadoras aderentes. Foi substituído pelo cartão VIVA Viagem, o qual ofereceu não só um novo design como uma maior resistência a danos.

##### VIVA Viagem

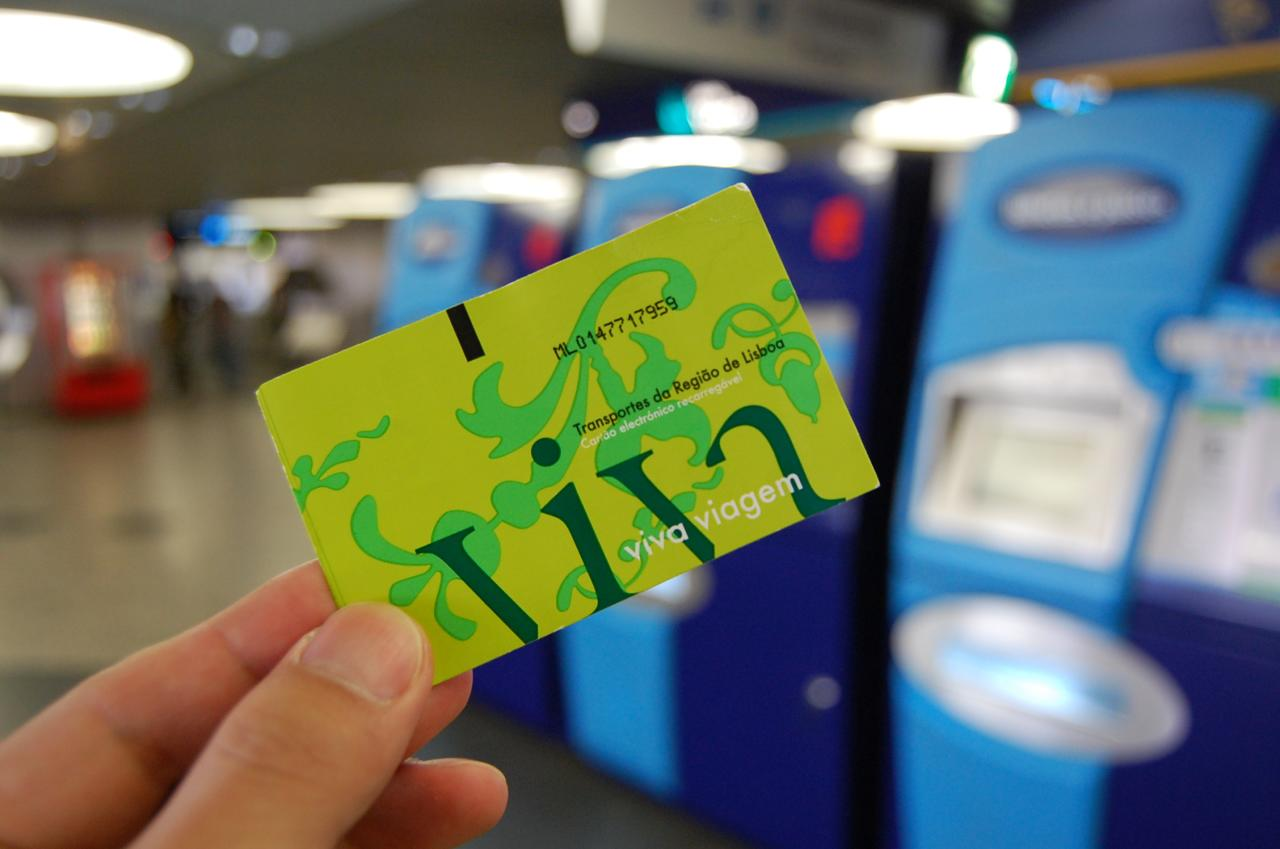
Primeiro modelo do cartão "VIVA Viagem".

O cartão VIVA Viagem era um suporte sem contacto para carregamento de títulos de transporte ocasionais das empresas transportadoras aderentes e foi o sucessor do cartão 7 Colinas. Numa primeira fase, este cartão era apenas válido para utilização na Carris, Metropolitano de Lisboa, Fertagus, CP, Transtejo e Soflusa. A 26 de outubro de 2017 a Metro Transportes do Sul juntou-se também ao sistema, dois meses mais tarde a 24 de novembro de 2017 a Transportes Sul do Tejo e a Rodoviária de Lisboa e a 1 de junho de 2019 os Transportes Coletivos do Barreiro, contando assim com 10 operadores a utilizar este método. Depois de um refrescamento inicial da imagem do cartão VIVA Viagem, passando de um design floral para um design mais moderno, foi introduzido em circulação o cartão VIVA Viagem SRT, facilmente distinguível dos cartões VIVA Viagem anteriores pela sua cor branca. Este cartão tinha a peculiaridade de não ser válido na Metro Transportes do Sul.

##### Lisboa VIVA
O cartão Lisboa VIVA era um suporte de bilhetes sem contacto mais resistente e que permitia o carregamento de títulos de transporte mensais de um ou mais operadores aderentes e a utilização da modalidade Zapping.

#### Cartões Navegante
O cartão Navegante Ocasional é o sucessor do cartão VIVA Viagem. Para a sua utilização, os passageiros, têm de carregar este cartão com o título de transporte pretendido, em qualquer ponto de venda do Metropolitano de Lisboa. Tem um custo de 0,50€ e pode ser utilizado para carregar títulos ocasionais de qualquer operador de transportes da Área Metropolitana de Lisboa, sejam eles intermodais (como a modalidade Zapping ou os bilhetes 24h) ou exclusivos (como um bilhete simples). Este cartão tem a validade de um ano após o carregamento do primeiro título de transporte, e deixará de poder ser carregado findo este prazo. Os títulos de transporte que se encontrem ainda no cartão para além do seu prazo de validade poderão ser utilizados ou transferidos para um novo cartão.
O cartão Navegante Personalizado é o sucessor do cartão Lisboa VIVA e apresenta uma imagem renovada e integrada na marca gráfica Navegante. Tem as mesmas funcionalidades do seu antecessor, possibilitando igualmente o carregamento de títulos de transporte mensais e a utilização da modalidade Zapping.

#### Pagamentoscontacless

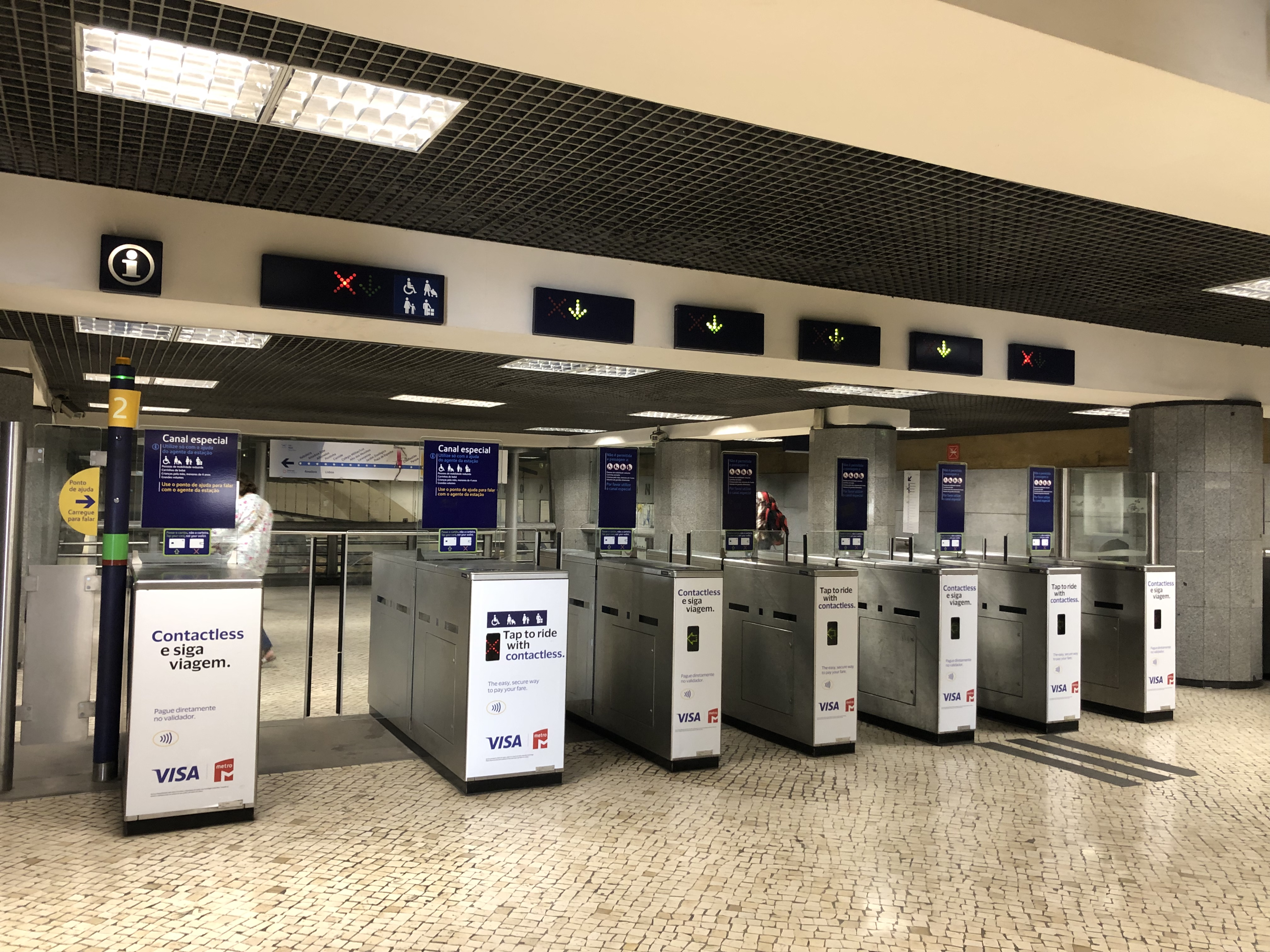
Canais de acesso da estação com funcionalidade de pagamento contacless.

Graças a uma parceria com a Visa, é também possível fazer pagamentos diretamente nos validadores dos canais de acesso utilizando um cartão bancário contacless ou uma aplicação de pagamentos para smartphone ou smartwatch. À semelhança do que acontece com os cartões Navegante, à saída os passageiros terão de voltar a passar o seu cartão bancário contacless, smartphone ou smartwatch no validador do canal de acesso.
Em janeiro de 2024 foi alcançada a marca de 1 milhão de viagens pagas recorrendo a este método.

### Tarifas
Devido à política de coroa única para títulos ocasionais, o bilhete simples do Metropolitano de Lisboa permite viajar entre quaisquer estações. Os títulos ocasionais terão de ser carregados num cartão Navegante Ocasional ou pagos utilizando um cartão bancário contacless diretamente nos validadores dos canais de acesso, existindo diversas modalidades dependendo das necessidades de transporte do utilizador. Os passes, carregados num cartão Navegante Personalizado, apresentam uma abrangência da rede dependente do município pretendido ou uma abrangência total no caso dos passes válidos em toda a Área Metropolitana de Lisboa.
| Suporte                 | Nome                                             | Percursos disponíveis | Preço                                       | Validade                           |
| ----------------------- | ------------------------------------------------ | --- | ------------------------------------------- | ---------------------------------- |
| Navegante Ocasional     | Bilhete Carris/Metro                             | Toda a rede da Carris Toda a rede do Metropolitano de Lisboa                                                                                  | 1,85€                                       | 1 hora após a primeira validação   |
| Navegante Ocasional     | Bilhete diário Carris/Metro                      | Toda a rede da Carris Toda a rede do Metropolitano de Lisboa                                                                                  | 7,00€                                       | 24 horas após a primeira validação |
| Navegante Ocasional     | Bilhete diário Carris/Metro/Transtejo (Cacilhas) | Toda a rede da Carris Toda a rede do Metropolitano de Lisboa Ligação Cacilhas/Cais do Sodré da Transtejo                                      | 10,00€                                      | 24 horas após a primeira validação |
| Navegante Ocasional     | Bilhete diário Carris/Metro/CP                   | Toda a rede da Carris Toda a rede do Metropolitano de Lisboa Serviço urbano da CP (Linhas de Sintra, Azambuja, Cascais e Sado)                | 11,00€                                      | 24 horas após a primeira validação |
| Navegante Ocasional     | Zapping                                          | Toda a rede do Metropolitano de Lisboa | 1,66€                                       | 1 viagem                           |
| Cartão bancário         | Contacless                                       | Toda a rede do Metropolitano de Lisboa | 1,85€                                       | 1 viagem                           |
| Navegante Personalizado | Navegante Municipal Lisboa                       | Toda a rede do Metropolitano de Lisboa exceto os percursos Pontinha — Reboleira, da Linha Azul, e Senhor Roubado — Odivelas, da Linha Amarela | 30,00€/mês 60,00€/mês na modalidade Família | Viagens ilimitadas                 |
| Navegante Personalizado | Navegante Municipal Amadora                      | Apenas o percurso Alfornelos — Reboleira, da Linha Azul                                                                                       | 30,00€/mês 60,00€/mês na modalidade Família | Viagens ilimitadas                 |
| Navegante Personalizado | Navegante Municipal Odivelas                     | Apenas o percurso Senhor Roubado — Odivelas, da Linha Amarela                                                                                 | 30,00€/mês 60,00€/mês na modalidade Família | Viagens ilimitadas                 |
| Navegante Personalizado | Navegante Metropolitano                          | Toda a rede do Metropolitano de Lisboa | 40,00€/mês 80,00€/mês na modalidade Família | Viagens ilimitadas                 |
| Navegante Personalizado | Carris/Metro/Estacionamento                      | Toda a rede do Metropolitano de Lisboa | 55,00€/30 dias                              | Viagens ilimitadas                 |
| Navegante Personalizado | Metro/Parque Alvalade XXI                        | Toda a rede do Metropolitano de Lisboa | 46,50€/30 dias                              | Viagens ilimitadas                 |

1. ↑   Número ilimitado de viagens, não permite validações consecutivas no Metropolitano de Lisboa
2. ↑   Carregamento válido nos montantes de 3€, 5€, 10€, 15€, 20€, 25€, 30€, 35€ e 40€
3. ↑   Também disponível através de smartphone ou smartwatch
4. 1 2 3 4   Aplicam-se descontos ou gratuitidade para jovens, beneficiários do Circula PT Escalão A e B assim como para antigos combatentes e viúvos(as) de antigos combatentes e indivíduos com idade superior a 65 anos
5. ↑   Válido apenas nos dias úteis

De forma a simplificar a oferta tarifária, a 1 de julho de 2025 foi descontinuada a modalidade pós-paga Viva Go. Esta permitia o pagamento de viagens utilizando o cartão bancário após adesão ao serviço numa caixa Multibanco, associando o mesmo ao cartão de transporte. Esta modalidade de pagamento foi substituída pela utilização do cartão bancário sem necessidade de adesão prévia a qualquer serviço. De igual forma o cartão de débito Caixa VIVA foi também descontinuado.

### Acessibilidade
O Metropolitano de Lisboa tem vindo progressivamente a dotar as suas estações de equipamentos mecânicos, com o objetivo de facilitar o acesso à rede dos Passageiros de Mobilidade Reduzida (PMR). Atualmente, 45 das 56 estações do Metropolitano de Lisboa encontram-se totalmente acessíveis através da instalação de elevadores, escadas rolantes, tapetes rolantes ou plataformas elevatórias ou da incorporação de rampas. De forma a facilitar o planeamento atempado de viagens, o Metropolitano de Lisboa apresenta na sua página informações relativas à disponibilidade operacional dos elevadores das estações.
Até ao final de 2025, o Metropolitano de Lisboa vai concluir a instalação de elevadores nas estações Campo Pequeno, Intendente, Martim Moniz, Picoas e Praça de Espanha. Até 2027 também as estações Alto dos Moinhos, Anjos, Avenida, Jardim Zoológico e Laranjeiras passarão a ter elevadores instalados, elevando para 55 o número de estações totalmente acessíveis. Entre 2026 e 2029 está planeada a substituição de elevadores em 21 estações: Alfornelos, Alvalade, Amadora Este, Ameixoeira, Bela Vista, Cabo Ruivo, Carnide, Lumiar, Odivelas, Olaias, Oriente, Pontinha, Quinta das Conchas, Rato, Restauradores, Roma, Rossio, Santa Apolónia, Senhor Roubado, Telheiras e Terreiro do Paço.
Para portadores de deficiências auditivas, foram incorporados painéis de destino nas estações e avisos luminosos de fecho de portas nas carruagens, entre outros avisos informativos. Para portadores de deficiências visuais, foram instalados avisos sonoros, tanto para indicar o fecho de portas nas carruagens como a chegada do próximo comboio, e faixas de segurança junto ao bordo do cais, entre outros dispositivos.
Encontram-se também em fase de estudo, e em articulação com a Associação de Cegos e Amblíopes de Portugal (ACAPO) e com o Instituto Nacional para a Reabilitação (INR), atualmente na dependência do Ministério do Trabalho, Solidariedade e Segurança Social, diversos projetos que pretendem melhorar a mobilidade dos portadores de deficiências motoras ou audiovisuais. Entre estes projetos incluem-se a instalação de suportes para cadeiras de rodas nas carruagens, a instalação de uma linha-guia desde o fim da escada de um dos acessos à superfície até à faixa de segurança junto ao bordo do cais, sob a forma de pavimentos coláveis, e ainda a instalação de painéis com indicações de orientação em relevo e em braille.

## Instalações artísticas

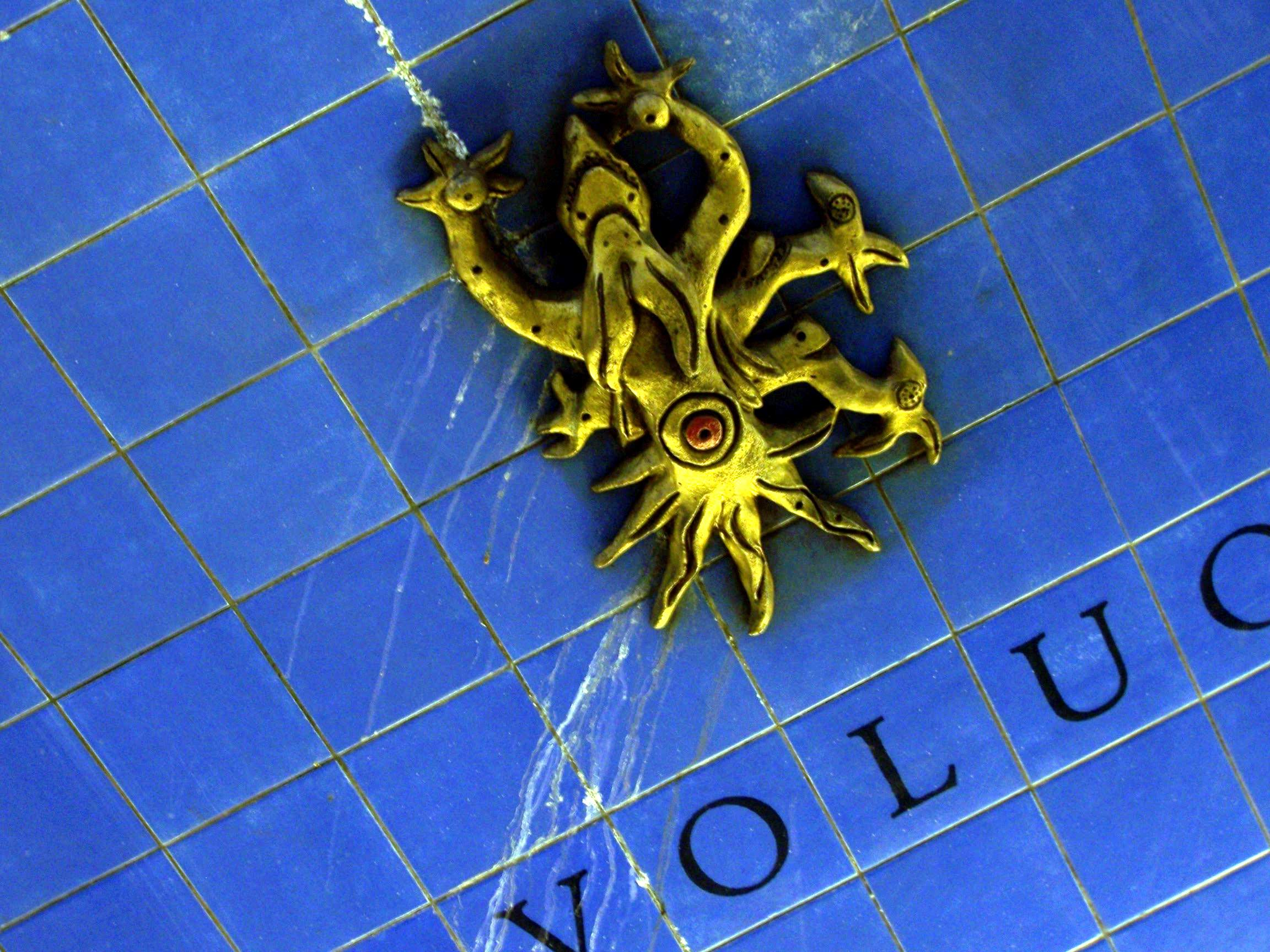
Decoração do cais da estação do Parque, na Linha Azul.

Em abstrato, espera-se que a combinação entre a arquitetura e as intervenções plásticas das estações de metropolitano incremente o bem-estar dos passageiros e que os incentive mesmo a viajar. O Metropolitano de Lisboa é um dos sistemas de metropolitano a nível mundial em que a arte se encontra mais bem representada. Com efeito, a preocupação de atenuar a transição entre a superfície e o ambiente subterrâneo que habitualmente caracteriza as estações foi encarada como uma prioridade desde os primórdios do Metropolitano de Lisboa. Na década de 1950, Francisco Keil do Amaral idealizou um modelo de estação-tipo, que moldou as 20 primeiras estações da rede, inauguradas entre 1959 e 1972. Embora firmes, as linhas arquitetónicas mostravam-se sóbrias, muito ao gosto do regime à época vigente em Portugal. Por seu turno, as intervenções plásticas ficaram a cargo de Maria Keil, que se socorreu dos seus característicos padrões geométricos para ilustrar 19 das 20 primeiras estações da rede. Estas suaves intervenções plásticas apresentavam-se essencialmente nas escadas que asseguravam a ligação entre os átrios e o cais de cada nó. A artista plástica criou toda a sua obra em azulejo, nas oficinas da Fábrica Viúva Lamego, o que permitiu valorizar um suporte que até então quase se resumia a aplicações menos importantes.